# Alfred North Whitehead
Vous lisez un « article de qualité » labellisé en 2016.
Pour les articles homonymes, voir Whitehead.
Alfred North Whitehead, né le 15 février 1861 à Ramsgate (dans le Kent, en Angleterre) et mort le 30 décembre 1947 à Cambridge (Massachusetts), est un philosophe, logicien et mathématicien britannique. Il est l'inspirateur d'une école philosophique connue aujourd'hui sous le nom de philosophie du processus, courant influent dans toute une série de disciplines diverses : la philosophie, la théologie, l'éducation, la physique, la biologie, l'écologie, l'économie, la psychologie et la cybernétique.
Au début de sa carrière, Whitehead écrit principalement sur les mathématiques, la logique et la physique. Son premier grand ouvrage A Treatise of Universal Algebra (1898) porte sur l'algèbre qu'il se propose d'unifier tout comme David Hilbert l'a fait avec les géométries non euclidiennes. Son œuvre la plus remarquable dans ces domaines demeure les Principia Mathematica (1910-1913), en trois volumes, œuvre majeure écrite en collaboration avec son ancien étudiant Bertrand Russell. Les Principia Mathematica sont considérés comme l'une des œuvres les plus importantes du XXe siècle en logique mathématique.
De la fin des années 1910 au début des années 1920, Whitehead se tourne vers la philosophie des sciences et la métaphysique, s'éloignant progressivement du logicisme et bâtissant une philosophie de la nature : An Inquiry concerning the Principles of Natural Knowledge parait en 1919 et The Concept of Nature en 1920. Dans The Principles of Relativity (1922), il discute et critique la théorie einsteinienne de la relativité. Sa pensée, partie des mathématiques, s'oriente donc vers une métaphysique dans laquelle la notion de « process », parfois traduite en français par « procès », tient une place prépondérante. Il développa un système de métaphysique complet, radicalement nouveau en Occident. Aujourd'hui, les travaux philosophiques de Whitehead — notamment Procès et réalité (Process and Reality, 1929) — sont considérés comme les textes fondateurs de la philosophie du process.
Sa métaphysique est centrée sur les notions de préhension (un mot qu'il crée pour indiquer qu'une perception consciente ou inconsciente incorpore certains aspects de la chose perçue) et de relation. Elle ne cherche pas tant les conditions de possibilité d'une connaissance, que la manière de rendre compte de l'expérience, ce qui constitue une différence importante avec celle de Kant. Par rapport à Aristote et à Leibniz, chez Whitehead, l'harmonie de l'ordre du monde n'est pas donnée une fois pour toutes, mais doit évoluer pour répondre aux changements du monde. Dans cette optique, la notion de créativité occupe une place clé. Concernant sa théologie, elle est centrée sur une double nature de Dieu : sa nature primordiale et sa nature conséquente. La première est immuable alors que la seconde, en lien avec le monde, est changeante. L'ordre du monde est fondé sur les relations entre ces deux natures et le monde qui, d'une certaine façon, coopère avec Dieu.
La philosophie du process de Whitehead insiste sur le fait qu'« il est urgent de voir le monde comme un réseau de processus interdépendants dont nous sommes partie intégrante, et que tous nos choix et nos actions ont des conséquences sur le monde qui nous entoure ». Pour cette raison, dès les années 2000, sa pensée est parfois appliquée dans les questions concernant l'écologie, notamment l'éthique de l'environnement de John B. Cobb, Jr.

## Biographie

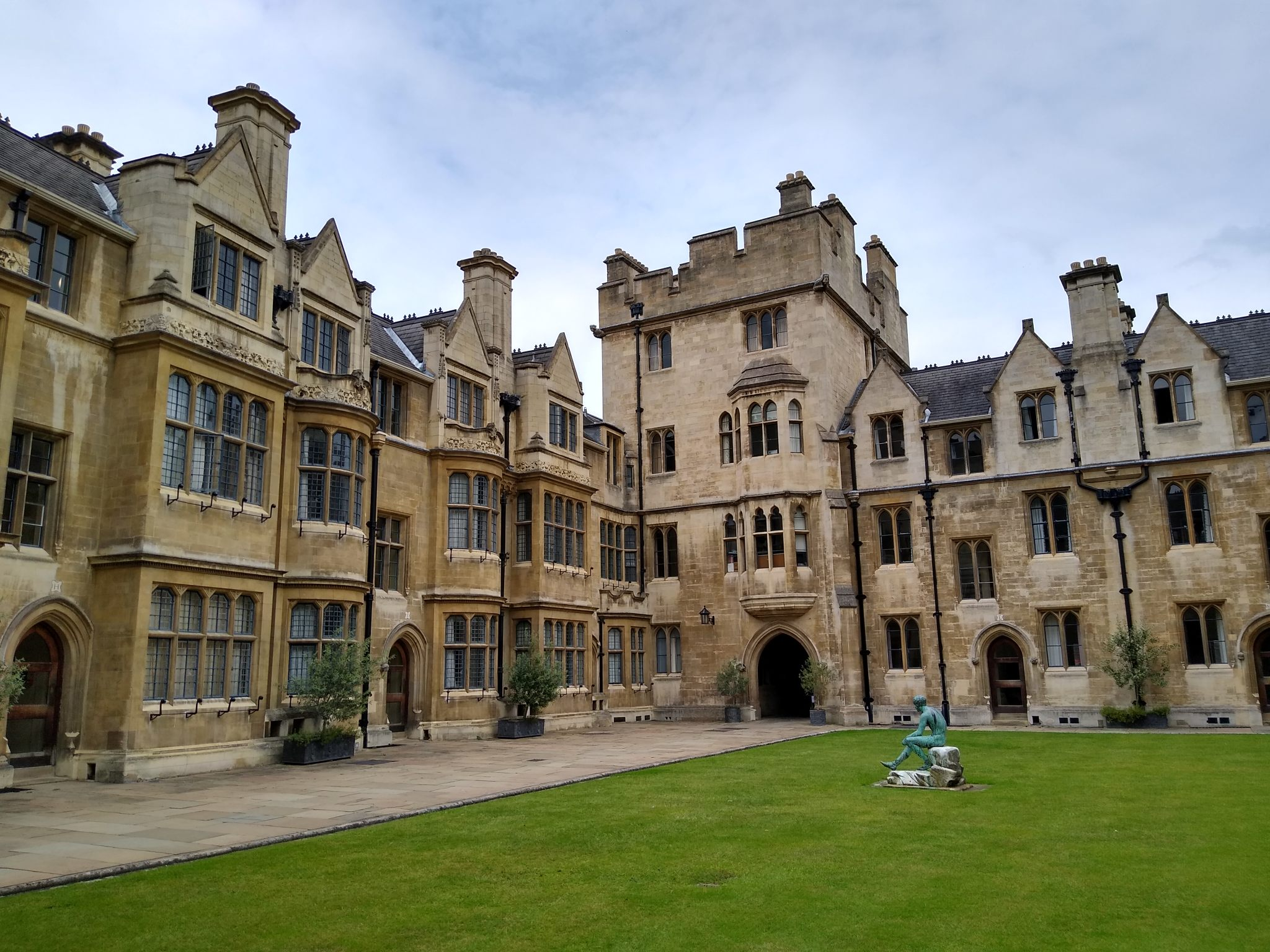
La Cour nord de Whewell au Trinity College, Cambridge. Whitehead a passé trente ans à Trinity, cinq en tant qu'étudiant, et vingt-cinq en tant que maître de conférences.

Alfred North Whitehead est né à Ramsgate, dans le Kent en Angleterre, en 1861, d'après son biographe Victor Lowe. Son père, Alfred Whitehead, est à la fois pasteur et enseignant de la Chatham House Grammar School, une école pour garçons fondée par Thomas Whitehead, le grand-père d'Alfred North. Whitehead n'est apparemment pas particulièrement proche de sa mère, Maria Sarah Whitehead, née Buckmaster, qu'il ne mentionne dans aucun de ses livres et dont il semble avoir eu une piètre opinion.
Whitehead fait son cursus scolaire à la Sherborne School, dans le Dorset, alors considérée comme l'un des meilleurs établissements privés du pays. Son enfance a été très protégée. À l'école, il excelle en sport et en mathématiques.
En 1880, il entre au Trinity College de Cambridge et devient membre des Cambridge Apostles, une société secrète d'étudiants. Dans cette université, il étudie les mathématiques sous la direction d'Edward Routh et obtient son Baccalauréat ès lettres de Trinity en 1884 avec mention (quatrième wrangler). Élu fellow du Trinity en 1884, Whitehead enseigne les mathématiques et la physique dans cet établissement jusqu'en 1910. De 1890 à 1898, il écrit son Treatise on Universal Algebra (1898). Dans les années 1900, il écrit en collaboration avec son ancien élève, Bertrand Russell, les Principia Mathematica, ouvrage majeur dans l'histoire des mathématiques du XXe siècle.
En 1890, Whitehead épouse Evelyn Wade, une Irlandaise élevée en France dont il a une fille, Jessie Whitehead, et deux fils, Thomas North Whitehead et Eric Whitehead. Ce dernier meurt alors qu'il sert dans le Royal Flying Corps pendant la Première Guerre mondiale, à l'âge de 19 ans.

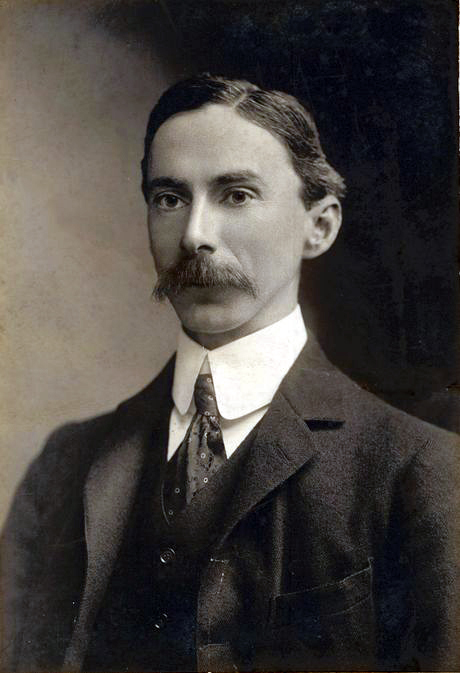
Bertrand Russell en 1907. Russell était un élève de Whitehead au Trinity College, un collaborateur de longue date et un ami.

En 1910, Whitehead démissionne du Trinity College et emménage à Londres. Comme il démissionne sans avoir trouvé préalablement un autre emploi, il connaît un an de chômage avant d'obtenir un poste de maître de conférences en mathématiques et mécanique appliquée à l'University College London.
En 1914, Whitehead est nommé professeur de mathématiques appliquées à l'Imperial College de Londres, où son vieil ami Andrew Forsyth vient d'être nommé responsable du département de mathématiques. Fin 1918, Whitehead est élu doyen de la Faculté des sciences de l'université de Londres (un poste qu'il occupe pendant quatre ans), puis devient membre du Sénat de l'université en 1919 dont il devient président un an plus tard, poste qu'il occupe jusqu'à son départ pour l'Amérique en 1924. Whitehead s'est servi de son influence pour rendre l'université plus accessible aux étudiants les moins riches.
À partir de la fin des années 1910, il se tourne vers la philosophie. Bien qu'il n'ait eu aucune formation avancée dans ce domaine, son œuvre philosophique est rapidement estimée. En 1920, il publie The Concept of Nature, et devient président de la Société aristotélicienne de 1922 à 1923. En 1924, Henry Osborn Taylor invite Whitehead, alors âgé de 63 ans, à se joindre au corps professoral de l'université Harvard, aux États-Unis, en tant que professeur de philosophie.
C'est durant sa période passée à Harvard que Whitehead produit ses contributions philosophiques les plus importantes. En 1925, il écrit Science and the Modern World, qui est immédiatement salué comme une alternative au dualisme, et spécialement au dualisme cartésien. Quelques années plus tard, il publie son ouvrage Procès et réalité, qui a été comparé à la Critique de la raison pure de Kant. La famille Whitehead passe le reste de sa vie aux États-Unis. Alfred North prend sa retraite de Harvard en 1937 et reste à Cambridge au Massachusetts, jusqu'à sa mort le 30 décembre 1947.
Si la biographie en deux volumes de Whitehead par Victor Lowe, constitue la présentation la plus précise de la vie du philosophe mathématicien, de nombreux détails de sa vie restent néanmoins obscurs. En effet, à sa demande, sa famille a détruit tous ses papiers personnels après sa mort. En outre, Whitehead était connu pour sa « croyance presque fanatique du droit à la vie privée », et aussi pour avoir écrit très peu de lettres personnelles qui permettraient de mieux comprendre sa vie, selon son biographe,.
À l'heure actuelle, il n'existe aucune édition critique des écrits de Whitehead, bien que le projet de recherche « Whitehead » du Center for Process Studies travaille sur une telle édition.

## Travaux en mathématiques et logique
En plus de nombreux articles sur les mathématiques, Whitehead a écrit trois grands livres sur le sujet dans cette discipline : A Treatise on Universal Algebra (1898), Principia Mathematica (co-écrit avec Bertrand Russell et publié en trois volumes entre 1910 et 1913) et An Introduction to Mathematics (1911). Les deux premiers livres sont destinés exclusivement aux mathématiciens professionnels, tandis que le dernier ouvrage, couvrant l'histoire des mathématiques et de ses fondements philosophiques, est destiné à un public plus large. Les Principia Mathematica, en particulier, sont considérés comme l'une des œuvres les plus importantes en logique mathématique du XXe siècle.
En plus de son héritage en tant que co-auteur des Principia Mathematica, la théorie de Whitehead de l'« abstraction extensive » est considérée comme fondamentale pour la branche de l'informatique et de l'ontologie connue sous le nom de « méréotopologie », une théorie décrivant les relations spatiales entre les ensembles, les parties, les parties de parties et les frontières entre ces parties, selon Gary L. Herstein.

### A Treatise on Universal Algebra
Dans A Treatise on Universal Algebra (1898), le terme « algèbre universelle » possède essentiellement le même sens qu'il a aujourd'hui. Il désigne l'étude des structures algébriques elles-mêmes, plutôt que des exemples (« modèles ») de structures algébriques, d'après George Grätzer. Whitehead crédite William Rowan Hamilton et Auguste De Morgan en tant que créateurs de la discipline,,.
Les algèbres de Lie, espaces vectoriels munis d'une loi de composition interne bilinéaire, et les quaternions hyperboliques, algèbres réelles de dimension 4, ont attiré l'attention sur la nécessité d'élargir les structures algébriques au-delà du groupe associatif multiplicatif[Quoi ?]. Dans la revue Science, Alexander Macfarlane a écrit : « L'idée principale de ce travail n'est pas l'unification des différentes méthodes, ni la généralisation de l'algèbre ordinaire de façon à les inclure, mais plutôt l'étude comparative de leurs structures ». Dans une autre revue spécialisée, Nature, G. B. Mathews écrit de ce livre qu'« Il possède une unité de conception qui est vraiment remarquable, compte tenu de la variété de ses thèmes ».

### LesPrincipia Mathematica

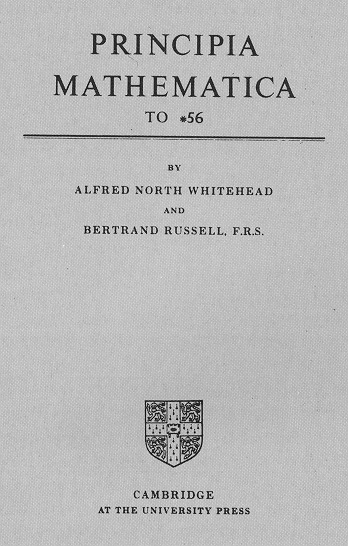
Couverture de la version abrégée des Principia Mathematica to *56.

Les Principia Mathematica (1910-1913) est le plus célèbre travail en mathématiques de Whitehead. Co-écrit avec son ancien étudiant Bertrand Russell, ils sont considérés comme l'une des œuvres les plus importantes du XXe siècle en logique mathématique,,. En 1999, ce livre est placé 23e dans une liste des 100 meilleurs ouvrages documentaires anglais du XXe siècle par la maison d'édition Modern Library.
Le but des Principia Mathematica est de décrire un ensemble d'axiomes et de règles d'inférence dans la logique symbolique à partir desquels toutes les vérités mathématiques peuvent en principe être prouvées. Whitehead et Russell ont travaillé à un tel niveau fondamental des mathématiques et de logique qu'ils ne prouvent que 1+1=2 qu'à la page 86 du Volume II. Ils notent alors humoristiquement que « la proposition ci-dessus est parfois utile ».
Whitehead et Russell pensent à l'origine que les Principia Mathematica prendraient un an pour être achevés ; ce projet leur prend en réalité 10 ans. Au moment de la publication, l'ouvrage qui comprend trois volumes est si long (plus de 2 000 pages), et son public si restreint (mathématiciens professionnels), que sa publication entraîne une perte de 600 £, dont 300 sont payés par la Cambridge University Press et 200 par la Royal Society. Whitehead et Russell mettent chacun 50 £ de leur poche. En dépit de la perte initiale, il est probable qu'aujourd'hui, il n'y ait aucune grande bibliothèque universitaire qui ne détienne une copie des Principia Mathematica. Il est d'ailleurs toujours au catalogue des presses universitaires de Cambridge. 
L'héritage des Principia Mathematica est discuté. Il est généralement admis que les théorèmes d'incomplétude de Gödel de 1931 ont définitivement démontré qu'il ne pouvait exister un ensemble d'axiomes et de règles d'inférence capable de rendre compte de l'ensemble des mathématiques, et que donc l'objectif des Principia Mathematica est inatteignable, selon le mathématicien Stephen Cole Kleene. Cependant, Kurt Gödel n'a pu arriver à cette conclusion que grâce au livre de Whitehead et Russell. Le principal héritage des Principia Mathematica est donc paradoxalement d'avoir permis la réfutation de la possibilité d'atteindre ses objectifs. Mais au-delà de cet héritage quelque peu ironique, ce livre a permis de populariser la logique mathématique moderne et a tissé des liens importants entre la logique, l'épistémologie, et la métaphysique.

### An Introduction to Mathematics
Contrairement aux deux ouvrages précédents, An Introduction to Mathematics (1911) de Whitehead n'est pas destiné exclusivement aux mathématiciens professionnels. Il vise un public plus large et veut expliquer quelle est la nature des mathématiques, son unité, sa structure interne et son applicabilité à la nature. Whitehead a écrit en ouverture de celui-ci :
| « The object of the following Chapters is not to teach mathematics, but to enable students from the very beginning of their course to know what the science is about, and why it is necessarily the foundation of exact thought as applied to natural phenomena. » | L'objet des chapitres suivants n'est pas d'enseigner les mathématiques, mais de permettre aux étudiants dès le début de leur cours de savoir ce que cette science est, et pourquoi elle est nécessairement le fondement de la pensée exacte appliquée à des phénomènes naturels. » |

Cet ouvrage peut être considéré comme une tentative de comprendre la croissance dans l'unité et l'interconnexion des mathématiques avec la philosophie, la linguistique et la physique, selon Christoph Wassermann. Bien que le livre soit peu lu, à certains égards, il préfigure certaines évolutions concernant la philosophie et la métaphysique.

## Travaux en épistémologie et en métaphysique

### An Enquiry into the Principle of Natural KnowledgeetThe Concept of Nature
Dans An Enquiry into the Principle of Natural Knowledge (1919) et The Concept of Nature (1920), Whitehead « rejette l'identification de la nature aux outils mathématiques utilisés pour caractériser leurs structures relationnelles ». Il soutient notamment que le point géométrique est une haute abstraction qui ne correspond pas à une réalité dont on peut faire l'expérience. C'est une entité abstraite dérivée de relations concrètes et extensives dans le temps et l'espace. Selon lui, un « objet » est la signification idéalisée de ce qui est stable dans un événement ou une famille d'éléments : rappelons ici qu'il pense les événements comme étant les réalités fondamentales de l'expérience et de la nature. Selon Herstein, dans ces livres, il s'oppose à l'empirisme radical de William James.

### Science in the Modern WorldetReligion in the Making
Dans Science in the Modern World (1925), Whitehead s'attaque à ce qu'il nomme le « matérialisme scientifique dogmatique ». Il s'oppose en particulier à la vue selon laquelle seules les choses qui peuvent être localisées comme point géométrique sont réelles. Pour lui, au contraire, l'important ce sont les relations entre les choses. C'est également dans ce livre qu'il introduit le mot « préhension » qu'il définit comme une « perception sans cognition ». Par là, il veut indiquer que les relations ne sont pas forcément basées sur la connaissance et que notre premier rapport au monde est pré-épistémologique. Les trois derniers chapitres de ce livre ne sont pas consacrés à l'épistémologie, mais à Dieu, à la religion et à la science ainsi qu'aux conditions du progrès social.
Dans Religion in the Making (1926), il définit la religion comme « ce que l'individu fait avec sa propre solitude ». Selon Herstein, la solitude est comprise comme « une modalité de relations multiples de l'individu dans et vers le monde. De plus, ce mode de relation ne peut être compris hors de son histoire »,. Chez Whitehead, « le but de Dieu est d'atteindre la valeur dans le monde temporel », la valeur étant comprise comme « inhérente au présent lui-même », comme quelque chose qui est, non comme quelque chose dont on se sert,.

### Process and Reality
Selon Herstein, Process and Reality (1929) « est une des œuvres les plus denses et les plus difficiles de tout le canon (métaphysique) occidental ». Dans cet ouvrage, Whitehead invente nombre de termes qui lui paraissent nécessaires pour aborder la philosophie comme il l'entend, c'est-à-dire « comme une vision exhaustive des structures logiques du devenir (comprehensive vision of the logical structures of becoming) ».
Alors que ses livres de 1919 à 1922 traitent de la nature du temps, ce qui l'intéresse dans cet ouvrage, c'est la logique du devenir. Selon lui, les unités de base du devenir sont les occasions actuelles (ou entités actuelles) qu'il perçoit comme des gouttes d'expérience (drops of experience) qui se relient au monde en le ressentant (feeling) et en internalisant sa relation à lui. Chez Whitehead, il n'y a pas continuité du devenir (continuity of becoming) mais devenir de la continuité (becoming of continuity). Par là, il veut dire que ce sont les occasions actuelles qui d'elles-mêmes tendent à s'inscrire dans une continuité. Pour une bonne compréhension de cette phrase, il convient de rappeler que Whitehead estime que sa pensée constitue une philosophie de l'organisme.

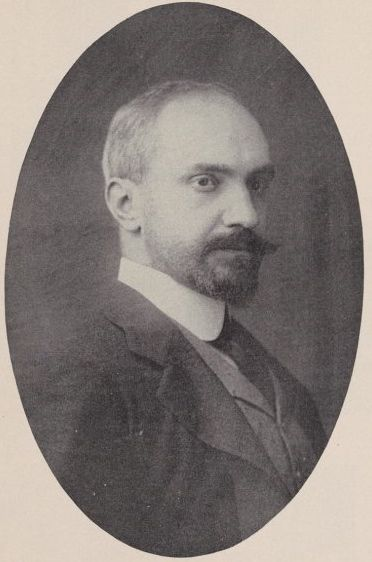
Chez George Santayana comme chez Whitehead, la philosophie a quelque chose de poétique.

Le livre comprend cinq parties. Dans la première, il développe un schème catégorial, défend la philosophie spéculative et propose enfin sa solution au problème traditionnel de l'Un et du multiple. La seconde partie consiste en l'application de ses catégories à des sujets historiques ou thématiques. La partie trois est consacrée à la préhension et la partie quatre à la théorie de l'extension. Enfin, la partie cinq porte sur une théorie de la dialectique des opposés et au rôle de Dieu.

### Symbolism: Its Meaning and EffectetThe Function of Reason
Si Whitehead a toujours montré un intérêt pour les symboles, dans Symbolism: Its Meaning and Effect (1929), ils prennent encore une place plus grande en lien avec sa théorie de la « préhension ». Il développe l'idée que nos perceptions sensibles non cognitives prennent la forme de symboles. Par exemple une chaise symbolisera pour un petit chien une place où s'asseoir.
Dans The Function of Reason (1929), il attribue trois fonctions à la raison : vivre, vivre bien, vivre mieux.

### Adventures of IdeasetModes of Thought
Selon Herstein, si Adventures of Ideas (1933) est un petit livre agréable, il requiert malgré tout de maîtriser le schéma métaphysique de Procès et réalité. Ici, Whitehead applique sa métaphysique au problème de l'histoire.
Dans Modes of Thought (1938), après s'être opposé à la trop grande focalisation de la philosophie au langage, Whitehead énonce ce qui est pour lui le but et la fonction de la philosophie : « La philosophie sert à maintenir une nouveauté active d'idées fondamentales qui illuminent le système social. Elle sert à inverser la lente descente de la pensée acceptée vers le lieu commun inactif… La philosophie est apparentée à la poésie »,.

## Philosophie et métaphysique

### De la science empirique à la spéculation sur l'Univers

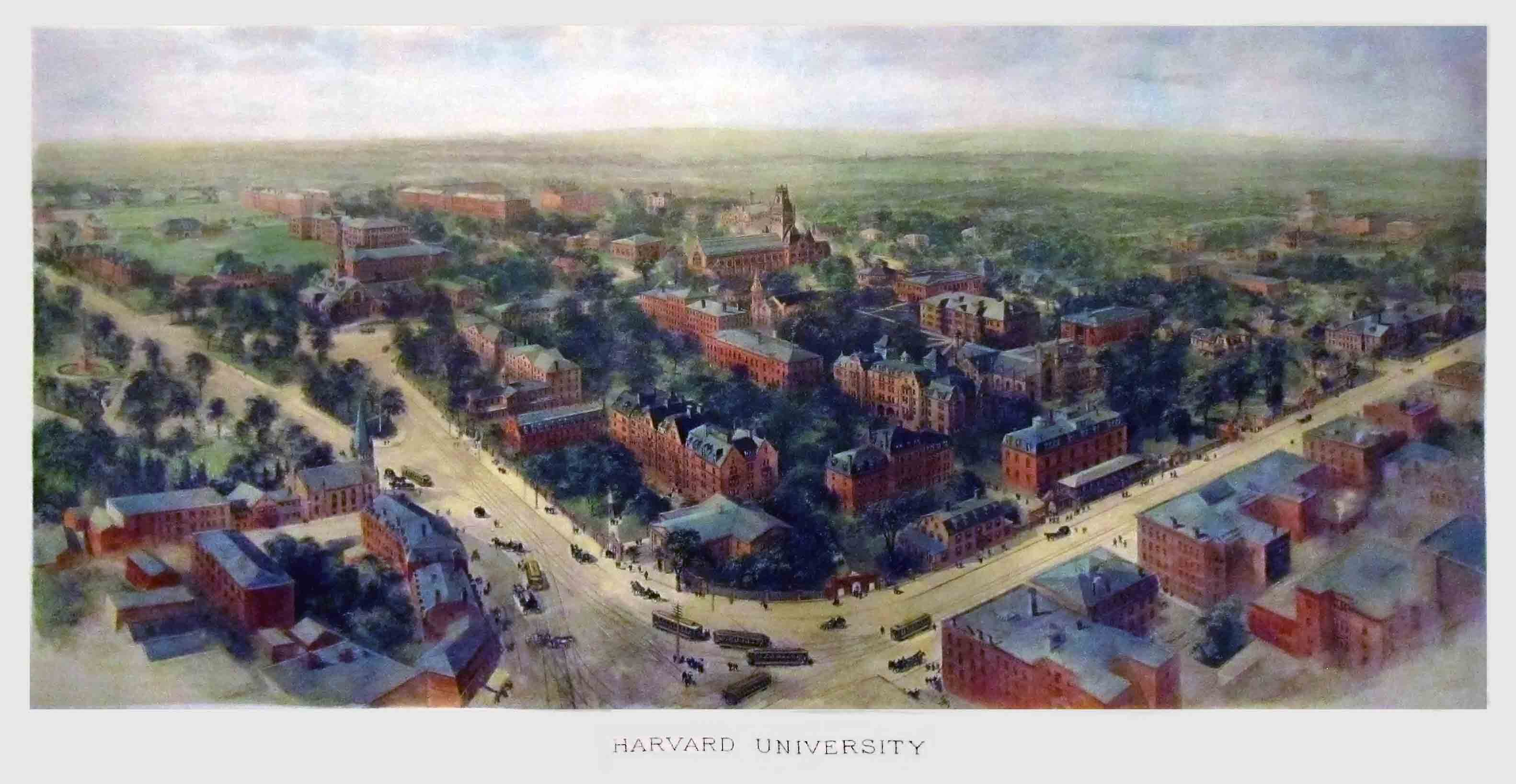
Aquarelle datant de 1906 du paysage de Richard Rummell de l'université Harvard, face au nord. Whitehead a enseigné à Harvard de 1924 à 1937.

Alors que Whitehead n'a jamais eu de formation formelle en philosophie au-delà de ses études de premier cycle, il montre dès le début un grand intérêt pour la philosophie et la métaphysique, même s'il se considère comme un amateur. Si dans une lettre à son ami et ancien élève Bertrand Russell, après avoir discuté du fait de savoir si la science devait être explicative ou simplement descriptive, il écrit : « Cette nouvelle question nous mène dans l'océan de la métaphysique, où ma profonde ignorance de cette science me défend d'entrer », il est malgré tout devenu l'un des plus grands métaphysiciens du XXe siècle.
Whitehead montre un intérêt pour la métaphysique au moment même où elle est considérée comme démodée, au moment où les réalisations toujours plus impressionnantes de la science empirique font considérer les systèmes métaphysiques comme sans valeur car non soumis à des tests empiriques comme le note A. J. Ayer, philosophe des sciences. Dans les notes de l'un des élèves de Whitehead de 1927, se trouve la citation suivante : « chaque scientifique, afin de préserver sa réputation, doit dire qu'il déteste la métaphysique. Ce qu'il veut dire par là, c'est qu'il déteste voir sa métaphysique se faire critiquer ». Selon Whitehead, les scientifiques et les philosophes font constamment des suppositions métaphysiques sur la façon dont l'univers fonctionne, mais ces hypothèses ne sont pas facilement visibles parce qu'elles restent non formulées explicitement et donc non examinées et non contestées. Bien qu'il reconnaisse que « les philosophes ne peuvent jamais espérer formuler les premiers principes métaphysiques », il soutient que les chercheurs doivent sans cesse ré-imaginer leurs hypothèses de base sur la façon dont fonctionne l'Univers pour que la philosophie et la science puissent faire de réels progrès. Pour cette raison, Whitehead considère les études métaphysiques comme essentielles pour une science et une philosophie correctes.

### Rapport aux métaphysiques antérieures
L'idée soutenue par Descartes selon laquelle la réalité est construite de morceaux de matière totalement indépendants les uns des autres est certainement celle que Whitehead considère comme la plus fautive de toutes les hypothèses métaphysiques. Il opte, lui, pour l'hypothèse d'un « processus » ontologique fait d'événements qu'il considère comme liés et dépendants les uns des autres. Il soutient également que les éléments les plus fondamentaux de la réalité peuvent être « expériencés ». Ce faisant, il utilise le terme « expérience » de façon très large. Par exemple pour lui, les processus inanimés tels les collisions d'électrons sont dits manifester un certain degré d'expérience. Tout cela l'amène à s'opposer au dualisme cartésien entre l'esprit et la matière. Whitehead voit la métaphysique comme une « philosophie de l'organisme », ou encore « philosophie du processus ».
Selon le philosophe Xavier Verley, Whitehead retrouve l'esprit des philosophies comme celles de Spinoza (causa sui) ou de Leibniz (le devenir autonome des monades). Dieu agit dans le monde d'une manière immanente puisqu'il est la cause efficiente de l'actualisation des entités mais aussi de manière transcendante car il agit aussi par la voie de la finalité.
L'originalité de la pensée de Whitehead vient de ce qu'elle s'inspire des différentes sciences telles les mathématiques (l'idée algébrique de vecteur et de multiplicité), la physique, l'éthique, la théologie et qu'elle dépasse l'idée de la philosophie divisée en spécialités, logique, épistémologie, philosophie morale, philosophie politique, etc.
Sa pensée métaphysique rejoint sur de nombreux points celle des grandes philosophies du XVIIe siècle et renoue aussi avec la philosophie ancienne, celle de Platon et d'Aristote mais aussi celle des stoïciens dont il retrouve l'inspiration qui unit la logique à la physique et à l'éthique. Bertrand Saint-Sernin rapproche aussi Whitehead du stoïcisme, et plus particulièrement du traité De fato de Cicéron : « en droit, chez Whitehead comme dans le stoïcisme, il n'existe rien de singulier qui, par ses ramifications causales, ne se rapporte au reste de l'Univers ». Cicéron parle de « solidarité des choses » (contagio rerum).

### Métaphysique et philosophie de Whitehead dansProcès et réalité

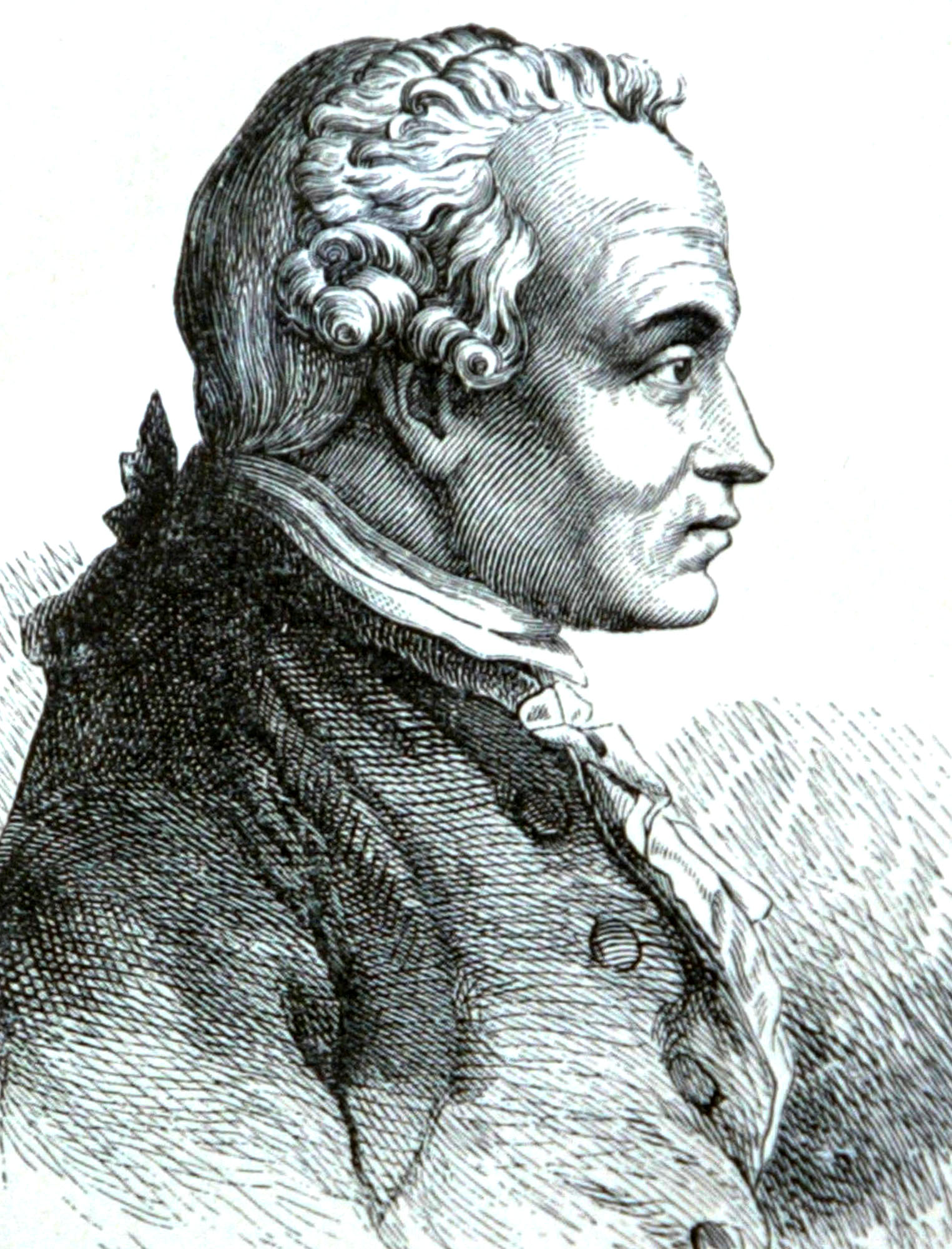
La philosophie de Whitehead s'oppose sur certains points clés à celle de Kant.

Dans Procès et réalité, livre publié originellement en anglais en 1929, contrairement à Russell, avec qui il a rédigé les Principia Mathematica, et au cercle de Vienne, Whitehead utilise le terme métaphysique de façon positive. S'il emploie le mot de façon substantive, c'est malgré tout la forme adjectivale qui domine. Dominique Janicaud note que « lorsque Whitehead présente sa propre philosophie, ce n'est pas le mot « métaphysique » qui vient en premier mais « philosophie de l'organisme » ou « philosophie spéculative » ». Pour Whitehead, la philosophie est spéculative lorsqu'elle utilise la rationalité pour élaborer « une essence de l'univers et pour construire un schème susceptible d'en rendre compte complètement ». Sa philosophie spéculative ou métaphysique présente plusieurs aspects propres. Tout d'abord, elle se présente comme une aventure, un process. Par ailleurs, si elle est spéculative et systématique, la spéculation est liée aux expériences dont elle doit tenir compte et qu'elle doit unir de façon cohérente et logique. Enfin le langage doit « faire opérer à l'esprit un recul et une élévation méthodologiquement salutaires ». Notons que ce dernier aspect a donné du mal aux traducteurs de l'œuvre en français, et ce d'autant que le style de Whitehead n'est pas toujours égal.
Whitehead se méfie des métaphysiques abstraites qui, selon lui, surestiment les capacités de certitude et de déduction. De ce point de vue, il estime que la philosophie ne doit pas imiter les mathématiques. Chez lui donc, selon Dominique Janicaud, la tâche de la métaphysique est moins de « construire un système déductif de pensée à partir de prémisses claires (à la manière de Spinoza) que de tester des hypothèses qui vont de proche en proche, confirmer et perfectionner leur capacité à restituer le mouvement de la réalité en procès ». Si la métaphysique de Whitehead comme celle d'Aristote ou de Leibniz cherche à proposer une explication d'ensemble, l'ensemble chez lui n'est pas supposé donné. Au contraire, il est construit et pensé par la métaphysique. Dominique Janicaud écrit à ce propos que, si dans la métaphysique traditionnelle l'ensemble est donné d'avance, dans la métaphysique en process il est « développement potentiel, perspective d'actualisation ». Ce que Whitehead dans Procès et réalité exprime ainsi : « le principe métaphysique ultime est l'avancée vers la conjonction à travers la disjonction ».

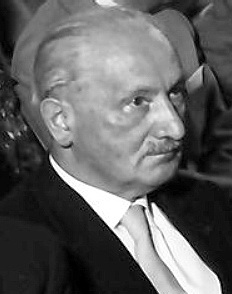
Whitehead pense l'histoire de la philosophie de façon opposée à celle de Heidegger.

La métaphysique de Whitehead se démarque sur certains points clés de celles de Kant et de Heidegger. Alors que la philosophie de Kant cherche à examiner « des conditions de possibilité d'une connaissance pour un sujet en général », pour Whitehead, l'essentiel est « l'intelligence d'une expérience donnée qu'il convient de dégager peu à peu de sa présentation immédiate et de ses conditions abstraites ». Par ailleurs, alors que pour Kant le temps est vu comme « une forme pure du sens interne… sorte de réceptacle absolu de l'expérience » qui s'accorde avec la physique de Newton, chez Whitehead, en cohérence avec la théorie de la relativité restreinte et de la physique des quantas, « la temporalisation advient dès qu'il y a un événement (entité actuelle, objet persistant, société corpusculaire ou non corpusculaire) ». Concernant l'histoire de la philosophie, il s'oppose radicalement à Heidegger. Pour lui, la philosophie est « avancée créatrice de la pensée civilisée » alors que pour Heidegger, elle est « déclin de la vérité de l'étant et oubli de l'être ».

### La conception de la réalité de Whitehead
Whitehead est convaincu que la notion scientifique de matière est une façon trompeuse de décrire la nature ultime des choses. Dans son livre Science and the Modern World de 1925, il écrit :
| « There persists … [a] fixed scientific cosmology which presupposes the ultimate fact of an irreducible brute matter, or material, spread through space in a flux of configurations. In itself such a material is senseless, valueless, purposeless. It just does what it does do, following a fixed routine imposed by external relations which do not spring from the nature of its being. It is this assumption that I call 'scientific materialism.' Also it is an assumption which I shall challenge as being entirely unsuited to the scientific situation at which we have now arrived. » | Il persiste… [une] cosmologie scientifique déterminée qui suppose le fait ultime d'une matière brute irréductible, ou matérielle, [qui] émerge dans l'espace à travers un flux de configurations. En soi un tel matériau est dénué de sens, sans valeur, sans but. Il fait juste ce qu'il fait, suivant une routine fixe imposée par des relations extérieures qui ne surgissent pas de la nature de son être. C'est cette hypothèse que j'appelle le « matérialisme scientifique ». En outre, c'est une hypothèse que je vais contester comme étant tout à fait inadaptée au monde scientifique auquel nous sommes maintenant arrivés. |

D'après Whitehead, la notion de « matière brute irréductible » pose un certain nombre de problèmes. Tout d'abord, elle obscurcit et minimise l'importance du changement. En pensant toute chose matérielle (comme une roche, ou une personne) comme étant fondamentalement la même chose à travers le temps, et toute modification comme secondaire à sa « nature », le matérialisme scientifique occulte le fait que rien ne reste jamais le même. Pour lui, le changement est fondamental et incontournable et insiste sur le fait que « toutes les choses coulent ». C'est la raison pour laquelle sa philosophie a été comparée par Jean Wahl à celle d'Henri Bergson, pour qui le changement est la substance même des choses, comme le rappelle Bergson, notant une « parenté » entre ses idées et celles de Whitehead. Toutefois le philosophe Didier Debaise insiste plus sur la bifurcation entre les deux philosophies que sur leur continuité.
Selon Whitehead, des concepts tels que la « qualité », la « matière » et la « forme » sont problématiques. En effet, ils ne prennent pas en compte de façon adéquate le changement et font oublier la nature active et expérimentale des plus basiques éléments du monde. Ils sont des abstractions utiles, non des blocs de construction de base du monde. Ce qui est habituellement conçu comme une seule personne par exemple, doit être philosophiquement décrit comme un continuum d'événements se chevauchant. Ces changements, qui interviennent à travers ce continuum d'événements sont des occasions d'expérience et forment ce que Whitehead appelle une « société d'événements »,,.
Pour résumer d'une autre manière la position que Whitehead rejette : une chose ou une personne peut être considérée comme ayant une « essence définie », ou une « identité de base » immuable qui décrit ce que la chose, la personne, est vraiment. De sorte que les choses et les gens sont considérés comme fondamentalement les mêmes à travers le temps, les modifications étant seulement qualitatives et secondaires par rapport à l'identité de base (par exemple, « les cheveux de Mark sont devenus gris quand il a vieilli, mais il est toujours la même personne »). Au contraire, dans la cosmologie de Whitehead, les seules choses fondamentalement existantes sont les « occasions d'expérience » discrètes qui se chevauchent les unes les autres dans le temps et l'espace, et qui, ensemble, constituent ce qui est durable dans la personne ou la chose. D'un autre côté, on pourrait dire que ce que la pensée ordinaire considère souvent comme « l'essence d'une chose » ou « l'identité d'une personne » est une généralisation abstraite de ce qui est considéré comme les caractéristiques les plus importantes de cette chose à travers le temps. L'identité ne définit pas les gens, ce sont eux qui définissent leur identité. Whitehead insiste sur le fait que tout change à chaque instant, et que penser à quoi que ce soit comme ayant une « essence durable » occulte l'élément central, à savoir que « toutes les choses coulent » (selon Héraclite, « on ne se baigne jamais deux fois dans le même fleuve »).
Pour Whitehead, les limites de la langue constituent le principal soutien de la pensée matérialiste et rendent difficile l'exposition de sa pensée. En effet, il est difficile de donner un nom différent pour chaque instant de la vie d'une personne. Aussi, il est plus facile de penser que les choses restent fondamentalement les mêmes que l'inverse. Cependant, les limitations de la langue de tous les jours ne doivent pas nous empêcher de nous rendre compte que les « substances matérielles » ou « essences » ne sont que la description générale d'un continuum de « processus » particuliers et concrets. Personne ne conteste qu'une personne de dix ans est tout à fait différente au moment où elle atteint l'âge de trente ans, et à bien des égards, n'est pas la même personne du tout ; Whitehead va plus loin et souligne qu'il n'est pas philosophiquement ou ontologiquement juste de penser qu'une personne est la même d'une seconde à l'autre.

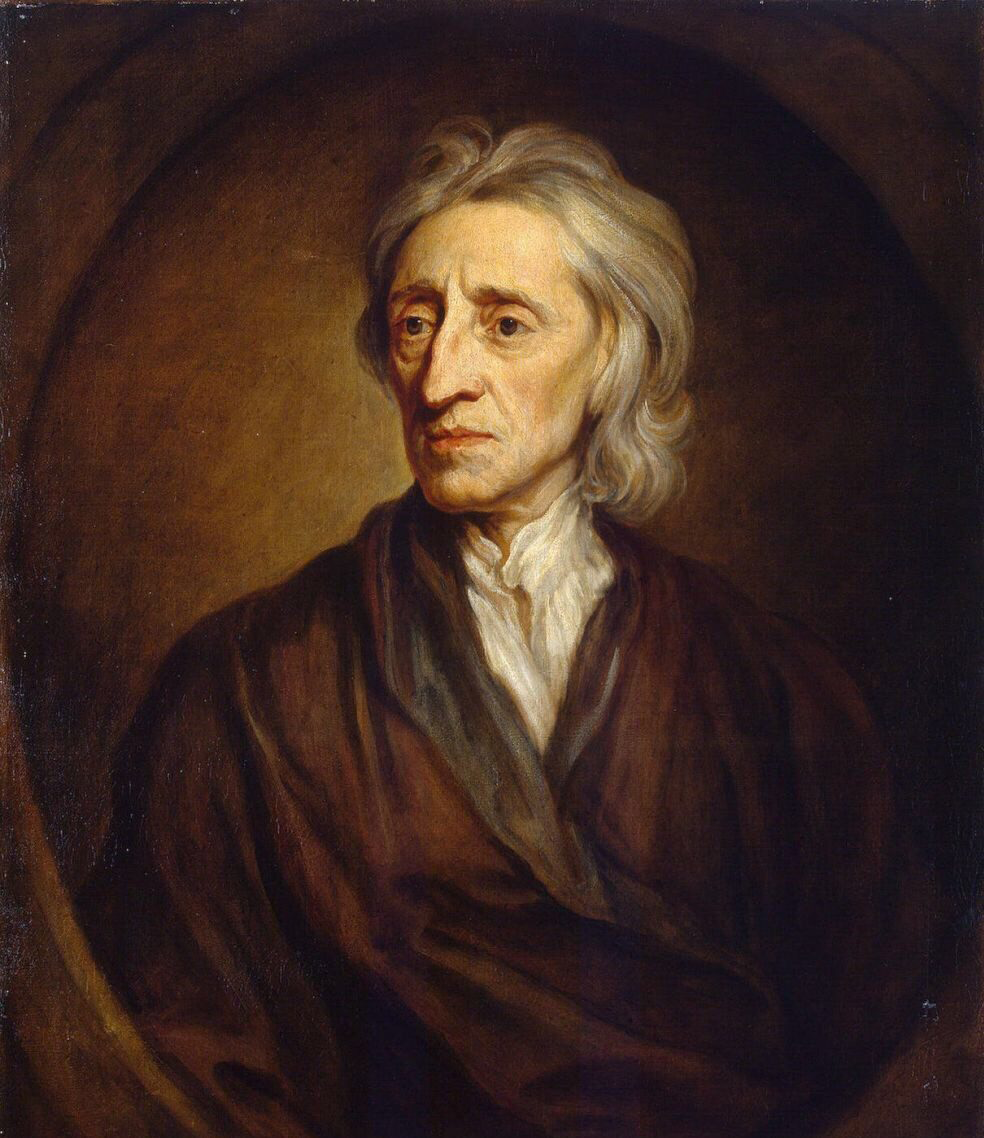
John Locke a été l'une des principales influences de Whitehead. Dans la préface de Procès et réalité, Whitehead écrit de lui : L'auteur qui a le plus pleinement anticipé les principales positions de la philosophie de l'organisme est John Locke dans son Essai sur l'entendement humain.

Le second problème avec le matérialisme, selon Whitehead, tient à ce qu'il obscurcit l'importance des « relations ». Il voit tout objet comme distinct des autres objets. Chaque objet est tout simplement un bouquet inerte de matière qui est seulement « extérieurement » lié à d'autres choses. L'idée de la matière comme première conduit les gens à penser les objets comme fondamentalement séparés dans le temps et l'espace, et pas nécessairement liés à quoi que ce soit. Pour Whitehead au contraire, les relations sont premières. À ce sujet, on trouve dans les notes d'étudiant de l'une des classes de Whitehead d'automne 1924 :
« La réalité s'attache aux connexions, et seulement relativement aux choses liées. (A) est réel pour (B) et (B) est réel pour (A), mais [ils ne sont] pas absolument réellement indépendants les uns des autres. »

### Entités et créativité
Whitehead décrit toute entité comme rien de plus et rien de moins que la somme de ses relations avec d'autres entités – sa « synthèse du » et la « réaction au » monde autour d'elle. Une vraie chose est ce qui oblige le reste de l'Univers à s'y conformer. Les relations ne sont pas secondaires à ce qu'est une chose, elles sont ce que la chose est.
Il faut souligner, cependant, que l'entité est non seulement la somme de ses relations, mais est aussi évaluation et réactions. Pour Whitehead, la créativité est le principe absolu de l'existence, et chaque entité (qu'elle soit un être humain, un arbre ou un électron) a un certain degré de nouveauté dans la façon dont elle répond aux autres entités, et n'est pas entièrement déterminée par les lois mécaniques et causales. Pour le philosophe, la plupart des entités n'ont cependant pas de conscience. Comme les actions d'un être humain ne peuvent pas toujours être prédites, de même, l'on ne peut prédire où les racines d'un arbre se développeront, ou comment un électron se déplacera, ou s'il va pleuvoir demain. De plus, l'incapacité de prédire le mouvement d'un électron (par exemple) n'est pas dû à une mauvaise compréhension ou à une technologie inadéquate ; mais plutôt à la créativité/liberté fondamentale de toutes les entités, comme l'explique Charles Hartshorne.
L'autre face de la créativité/liberté comme principe absolu, est que chaque entité est limitée par la structure sociale de l'existence (c'est-à-dire ses relations) – chaque entité réelle doit être conforme aux conditions établies dans le monde autour d'elle. La liberté existe toujours, mais avec certaines limites : l'individualité et l'unicité d'une entité proviennent de son auto-détermination quant au fait de tenir compte du monde et des limites qui lui ont été fixées.
En résumé, Whitehead rejette l'idée de blocs séparés et immuables, en faveur de l'idée d'une réalité où les événements sont interdépendants dans un processus. Il conçoit la réalité comme étant composée de processus dynamiques « devenant » plutôt que statiques ou « étant », soulignant ainsi que toutes les choses physiques changent et évoluent, et que les « essences » immuables telles que la matière ne sont que des abstractions d'événements interdépendants qui sont les choses réelles. Mais, précise Xavier Verley, il ne s'agit pas simplement d'un flux événementiel car le monde implique aussi la permanence que l'on retrouve dans les objets, qu'ils soient sensibles ou éternels. Il inclut la multiplicité des entités qui s'actualisent en recherchant leur propre satisfaction.

### Théorie de la perception
Puisque la métaphysique de Whitehead décrit un univers dans lequel toutes les entités vivent des expériences, il a besoin d'une nouvelle façon de décrire une perception qui n'est pas limitée à la vie des êtres auto-conscients. Le terme qu'il invente est la « préhension », qui vient du latin prehensio, qui signifie « saisir ». Ce terme indique une perception qui peut être consciente, ou inconsciente, s'appliquer aussi bien aux personnes qu'aux électrons. Pour Whitehead, le terme « préhension » indique que la perception incorpore en elle-même les aspects de la chose perçue. De cette façon, les entités sont constituées par leurs perceptions et leurs relations et ne leur sont pas indépendantes. En outre, pour Whitehead la perception se produit selon deux modes : l'« efficacité causale » (ou « préhension physique ») et l'« immédiateté présentationnelle » (ou « préhension conceptuelle »).
Whitehead décrit l'efficacité causale comme « l'expérience dominant les organismes vivants primitifs, qui ont un sens en fonction du destin dont ils ont émergé et en fonction du destin vers lequel ils se dirigent ». Elle est, en d'autres termes, le sens de la causalité des relations entre les entités, un sentiment d'être influencé et affecté par l'environnement, sans médiation des sens. L'immédiateté présentationnelle, d'autre part, est ce qui est appelé la « perception pure de sens », sans médiation par une causalité ou une interprétation symbolique ou inconsciente. En d'autres termes, l'immédiateté présentationnelle est une apparence pure, qui peut être trompeuse (comme l'est par exemple, « la chose réelle » dans le reflet d'un miroir).
Chez les organismes supérieurs (comme les personnes), ces deux modes de perception se combinent en ce que Whitehead nomme la « référence symbolique », qui relie l'apparence à la causalité dans un processus qui est tellement automatique que les personnes et les animaux ont du mal à s'en passer. À titre d'illustration, Whitehead analyse la rencontre d'une personne avec une chaise. Une personne ordinaire regarde, voit une forme colorée, et en déduit immédiatement que c'est une chaise. Cependant selon Whitehead, un artiste « pourrait ne pas passer directement à la notion d'une chaise, et plutôt s'arrêter à la simple contemplation d'une belle couleur ou d'une belle forme ». Mais, ce n'est pas la réaction humaine habituelle ; la plupart des gens placent des objets dans des catégories par habitude, et par instinct, sans même y penser. Les animaux font la même chose. En utilisant le même exemple, Whitehead souligne qu'un chien « aurait agi en fonction de l'hypothèse que ce soit une chaise et aurait sauté dessus pour l'utiliser en conséquence ». Aussi pour Whitehead une référence symbolique est une fusion de la perception pure des sens d'une part, et des relations causales de l'autre.
Whitehead refuse, explique Bertrand Saint-Sernin, la « dissociation (bifurcation) entre ce que nos perceptions nous livrent de la réalité et ce que nos idées nous en apprennent ». Cela pousse Whitehead à refuser de même une bifurcation entre « l'approche poétique et l'approche scientifique de l'univers ». Cité par Saint-Sernin, il résume cette vue dans Le Concept de Nature : « Le rougeoiement du soleil qui se couche doit faire autant partie de la nature que les molécules ou les ondes électriques que les hommes de science invoquent pour expliquer ce phénomène ». La science ne se construit pas comme une abstraction rationnelle opposée à la perception sensible habituelle ; Whitehead cherche à articuler les différentes « pièces de la réalité », reprenant la méthode du Timée de Platon.

### Évolution et valeur
Selon Whitehead, « la vie est relativement pauvre en valeur de survie ». Si la vie des êtres humains est limitée à une centaine d'années, tandis qu'une pierre peut perdurer huit cents millions d'années, la question de savoir pourquoi les organismes complexes n'ont jamais évolué, de façon à remédier à cela, se pose. Il observe alors que la marque des formes supérieures de vie est d'être activement engagées dans la modification de leur environnement, une activité qu'il voit dirigée vers un triple objectif : vivre, bien vivre et vivre mieux. En d'autres termes, selon le philosophe, la vie est dirigée vers la finalité d'augmenter sa propre satisfaction. Sans un tel objectif, la vie serait totalement inintelligible. Deux points peuvent être ici précisés : d'une, pour Whitehead, la valeur n'est pas surajoutée aux faits mais constitue le cœur même de ces faits et , d'autre part, la valeur est essentiellement quelque chose que l'on peut comparer.
De façon générale pour Whitehead, la matière inerte n'existe pas. Au lieu de cela, toutes les choses ont, dans une certaine mesure, de la liberté ou de la créativité, ce qui leur permet d'être en partie auto-dirigées.
Le philosophe du processus David Ray Griffin a inventé à ce propos le terme de « panexpérientialisme » (panexperientialism en anglais) pour décrire l'idée selon laquelle toutes les entités vivent des expériences, et distinguer ainsi le point de vue de Whitehead du panpsychisme (l'idée que toute matière a une conscience). Enfin Jones affirme que, chez Whitehead, « la valeur inhérente à l'acte créatif tient à la fois à la créativité et à la créature, à l'agencement et au résultat du process ».

## Fondateur de la théologie et du théisme duprocess
Selon Donald Viney, le théisme du process s'inspire et s'accorde avec la métaphysique de Whitehead et de Charles Hartshorne, qui fut pendant un semestre son étudiant à Harvard. Ce théisme et la théologie du process se distinguent, comme nous allons le voir en étudiant la notion de Dieu et de religion chez Whitehead, de ceux de quelques néo-thomistes ainsi que de certains philosophes du courant chrétien évangélique qui se nomment « théistes ouverts ». Si pour ceux-ci, Dieu limite son pouvoir pour s'ouvrir au monde, chez Whitehead au contraire, Dieu est par certains aspects éternel, immuable et impassible et par d'autres temporel, changeant et sensible. De sorte que leurs conceptions de Dieu divergent fortement.

### La double nature de Dieu

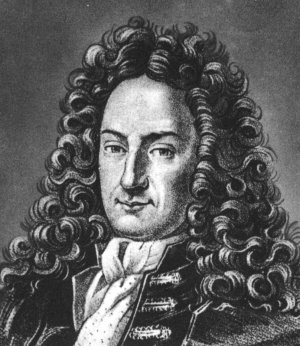
Si pour Leibniz et Whitehead, Dieu connaît tous les possibles, Whitehead insiste sur les relations vraies à l'autre et à Dieu, ce que Leibniz ne fait pas.

Pour Whitehead, Dieu n'est pas nécessairement lié à la religion. Son dieu ne jaillit pas de la foi religieuse, il est surtout nécessaire à son système métaphysique, il justifie l'existence d'un ordre qui permette la nouveauté, tout en donnant un but à toutes les entités. Pour Whitehead, tous les ordres potentiels existent dans ce qu'il appelle la « nature primordiale de Dieu ». Cependant, pour prendre en compte l'expérience religieuse, il introduit ce qu'il appelle la seconde nature de Dieu ou la « nature conséquente ». Cette approche de Dieu comme entité « dipolaire », de Whitehead a profondément renouvelé la pensée théologique.
La nature primordiale de Dieu est décrite comme « la réalisation conceptuelle illimitée d'une richesse absolue en termes de potentialité », à savoir, les possibilités illimitées de l'Univers. Cette nature primordiale est éternelle et immuable, fournissant aux entités de l'Univers diverses possibilités de réalisation. Whitehead appelle également cet aspect primordial « le leurre pour le sentiment, l'envie éternelle du désir ». Viney note à ce propos : « la nature primordiale de Dieu tient à ce qu'il envisage toutes les possibilités, dit « à la Leibniz » c'est la connaissance par Dieu de tous les mondes possibles ».
La nature conséquente de Dieu, d'autre part, est tout sauf immuable – c'est la réception par Dieu de l'activité du monde. Whitehead soutient que « Dieu sauve le monde car il passe dans l'immédiateté de sa propre vie. C'est un jugement de tendresse qui ne perd rien de ce qui peut être sauvé ». La nature conséquente est la trace de tous les faits réalisés comme selon les termes de Whitehead l'immortalité objective du monde en Dieu. C'est elle qui reçoit les occasions actuelles dans son expérience et communique au monde de nouveaux idéaux adaptés d'une part à ce qui peut être fait et d'autre part aux entités singulières.
Whitehead voit ainsi Dieu et le monde comme se complétant l'un l'autre. Il voit les entités du monde comme des choses fluides et changeantes qui aspirent à une permanence que Dieu seul peut donner en les prenant dans le soi de Dieu, mais ce faisant, Dieu change et cela affecte le reste de l'Univers à travers le temps.
| « In this way God is completed by the individual, fluent satisfactions of finite fact, and the temporal occasions are completed by their everlasting union with their transformed selves, purged into conformation with the eternal order which is the final absolute 'wisdom.' The final summary can only be expressed in terms of a group of antitheses, whose apparent self-contradictions depend on neglect of the diverse categories of existence. In each antithesis there is a shift of meaning which converts the opposition into a contrast. "It is as true to say that God is permanent and the World fluent, as that the World is permanent and God is fluent. "It is as true to say that God is one and the World many, as that the World is one and God many. "It is as true to say that, in comparison with the World, God is actual eminently, as that, in comparison with God, the World is actual eminently. "It is as true to say that the World is immanent in God, as that God is immanent in the World. "It is as true to say that God transcends the World, as that the World transcends God. "It is as true to say that God creates the World, as that the World creates God … » | « De la sorte, Dieu est complété par l'individu, …, et les occasions temporelles sont complétées par leur union éternelle avec elles-mêmes transformées, purgées en conformation avec l'ordre éternel, qui est la « sagesse » finale absolue. Le résumé final ne peut être exprimé qu'en termes d'un groupe d'antithèses, dont l'auto-contradiction dépend des défauts des diverses catégories d'existence. Dans chaque antithèse, il y a un changement de sens qui convertit le contraste en opposition. Il est aussi vrai de dire que Dieu est permanent et que le monde change, et que le monde est permanent et que Dieu change. Il est aussi vrai de dire que Dieu est un et le monde multiple, et que le monde est un et Dieu multiple. Il est aussi vrai de dire que, en comparaison avec le monde, Dieu est éminemment réel, et que, par rapport à Dieu, le monde est réel éminemment. Il est aussi vrai de dire que le monde est immanent en Dieu, et que Dieu est immanent dans le monde. Il est aussi vrai de dire que Dieu transcende le monde, et que le monde transcende Dieu. Il est aussi vrai de dire que Dieu crée le monde, et que le monde crée Dieu…. » |

Ce qui précède ci-dessus est une partie des écrits les plus évocateurs de Whitehead à propos de Dieu, qui ont inspiré le mouvement connu comme la théologie du processus, une école théologique dynamique de pensée qui continue à prospérer aujourd'hui, selon Bruce G. Epperly et Roland Faber,.

### Dieu, la créativité et l'ordre du monde

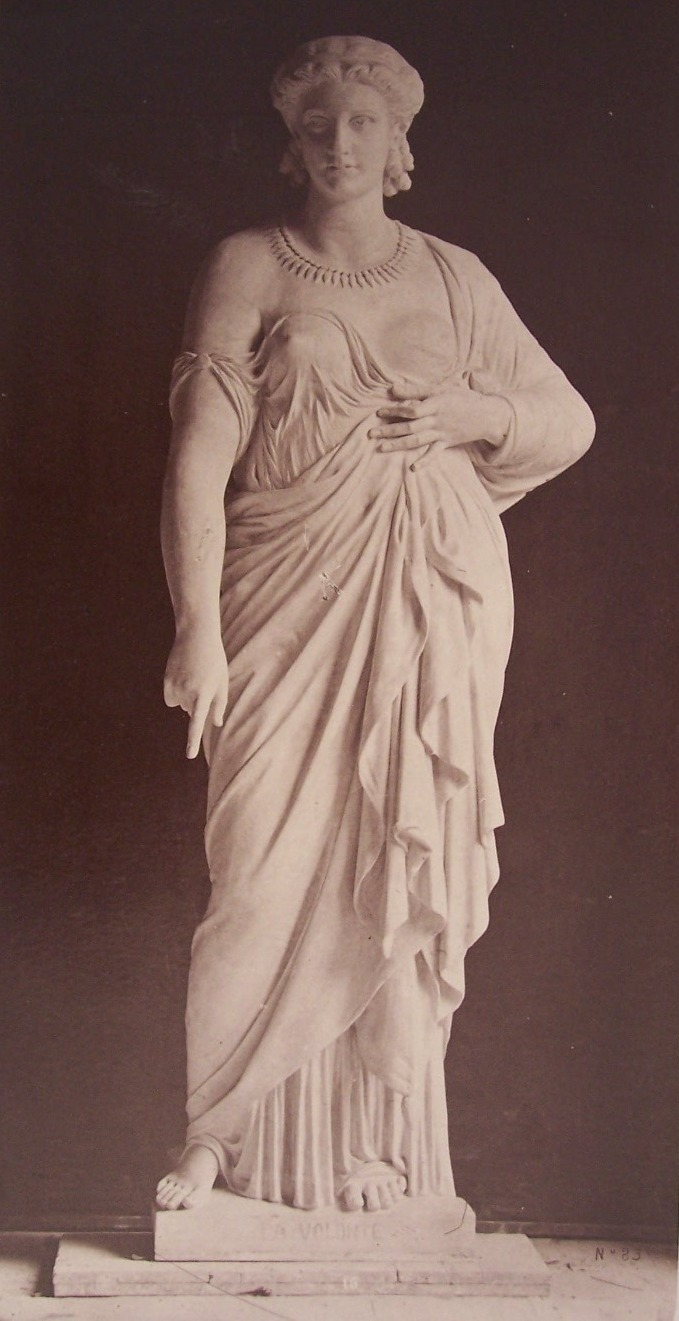
La Volonté. Statue de Janson pour l'Opéra de Paris (1875), photographiée par Durandelle.

L'idée de Dieu de Whitehead diffère fortement des notions monothéistes traditionnelles, selon Roland Faber. Dans ce qui est peut-être sa critique la plus célèbre de la conception chrétienne de Dieu, il accuse « l'Église d'avoir donné à Dieu les attributs qui appartenaient exclusivement à César »,. Selon lui cette conception a deux conséquences néfastes : d'une part elle conduit à considérer que l'attribut le plus important de Dieu est le pouvoir, et d'autre part elle promeut une façon de voir Dieu comme un monarque divin qui impose sa volonté au monde. Au contraire, pour lui, il faut voir Dieu comme « la brève vision galiléenne d'humilité » (« The brief Galilean vision of humility ») qui selon lui :
| « […] does not emphasize the ruling Caesar, or the ruthless moralist, or the unmoved mover. It dwells upon the tender elements in the world, which slowly and in quietness operates by love; and it finds purpose in the present immediacy of a kingdom not of this world. Love neither rules, nor is it unmoved; also it is a little oblivious as to morals. It does not look to the future; for it finds its own reward in the immediate present. » | […] ne se focalise pas sur le César qui est au pouvoir, sur le moraliste sans pitié, ou encore sur le premier moteur. Au contraire, il traite des éléments tendres du monde qui lentement et calmement opèrent par amour ; et qui trouvent leur but dans l'immédiateté présente d'un royaume qui n'est pas de ce monde. L'amour ne gouverne pas et n'est pas immobile ; il est également quelque peu oublieux de la moralité. Il ne regarde pas vers le futur car il trouve sa propre récompense dans l'immédiateté présente. » |

Il s'ensuit que chez Whitehead, Dieu n'est pas invoqué pour introduire un ordre normatif différent de celui qui existe dans le monde. Dieu est au contraire le nom donné à l'élément présent ici et maintenant qui assure la solidarité de l'Univers. De sorte que chez Whitehead comme dans la théologie du process, c'est la créativité de Dieu et des hommes ou du monde qui crée continuellement l'ordre du monde. Viney note que la créativité est « le caractère de chaque fait concret, du plus humble battement des paupières d'existence d'entités présentes non divines à Dieu ». Pour affirmer cela, Whitehead part d'une déclaration de Platon dans Le Sophiste qui veut que les êtres réels agissent ou soient agis. Il en découle que chez Whitehead, les entités ne sont jamais entièrement déterminés par l'activité d'un autre, elles gardent toujours une part d'auto-détermination.

### La religion chez Whitehead
Il aborde le sujet de la religion dans son ouvrage Religion in the Making de 1926, un livre sur les limites des dogmes en religion et en métaphysique. Un de ses objets est d'utiliser la religion comme sphère d'évidence pour reconstruire une vision générale de la réalité. Si l'individu, selon Whitehead, est au cœur de la religion, il faut bien se rappeler la distinction qu'il établit entre caractère et nature. Chez lui, la nature est perçue comme liée à l'idée de substance, de chose qui se suffit à elle-même. Comme il refuse de lier les hommes à la nature, à la substance et qu'il les voit fondamentalement comme des êtres en relation, chez lui les êtres humains ont du caractère et non une nature. Or précisément, il conçoit la religion comme un ensemble de vérités générales qui transforment le caractère d'une personne : « une religion, dans son côté doctrinal peut être définie comme un système de vérités générales qui ont l'effet de transformer le caractère quand elles sont correctement suivies ou fortement comprises ».
Whitehead décrit la religion comme « un désir ultime de se plonger dans des émotions généralement intemporelles appartenant principalement à un seul concept de pensée ». En d'autres termes, la religion part d'émotions profondément ressenties, les contextualise à l'intérieur d'un système de vérités générales sur le monde, et aide les gens à identifier leur signification profonde. Selon Whitehead, la religion est une sorte de pont entre la philosophie, les émotions et les buts d'une société particulière. Toutefois il prend soin de souligner que si la religion a souvent une bonne influence, elle n'est pas nécessairement bonne, ce qui peut entraîner une dangereuse illusion. Il rappelle à cet égard, qu'une religion peut encourager la destruction violente des adhérents d'une religion concurrente. Selon Jones, Whitehead introduit précisément la « religion naturelle » pour dépasser les problèmes des religions courantes frappées notamment par la « bigoterie ». Elle note que « tout comme la métaphysique est introduite pour dépasser les problèmes de notre prétention au sujet du monde liée à leurs origines sensibles, la « religion rationnelle » est introduite pour réduire (chez l'Anglais affamé) la bigoterie moralement et esthétiquement destructrice de dogmes et d'auto-évaluations éthiques trop limités ». Rappelons également que chez Whitehead si le mal est réel, il est moins puissant finalement que le bien. D'une certaine façon chez lui le mal s'autodétruit quand il devient puissant.
Si la religion débute dans la solitude elle s'étend nécessairement au-delà de l'individu. Comme dans sa métaphysique du process, la relation est première. La religion nécessite la réalisation « de la valeur du monde objectif qu'il voit comme une communauté dérivant des interactions entre ses composants individuels ». En d'autres termes, l'Univers est une communauté qui se fabrique elle-même à travers les relations d'une entité individuelle avec toutes les autres – la signification et la valeur n'existent pas pour un individu seul, mais seulement dans le contexte d'une communauté individuelle. Whitehead précise que chaque entité « ne peut trouver une telle valeur jusqu'à ce qu'elle ait fusionné sa revendication individuelle avec celle de l'univers objectif. La religion est loyauté au monde (Religion is world-loyalty). L'esprit se rend à la revendication universelle et se l'approprie ». S'il peut y avoir harmonie dans le monde c'est précisément selon Jones parce que « les caractères partagés par les choses sont partageables et comparables car l'Univers est de tout temps affecté par la réalité d'un être divin dont le caractère propre est d'être justement un arrière-plan permanent de valeur possibilité contre lequel prend place la valeur réalisation d'entités discrètes »

## Éducation
Whitehead a montré durant sa vie un fort intérêt pour les réformes éducatives. En plus de ses nombreux travaux sur ce sujet, il a été membre d'une commission, nommée en 1921 par le Premier ministre britannique David Lloyd George, chargée d'étudier le système d'éducation du Royaume-Uni et de proposer des réformes.
The Aims of Education and Other Essays de 1929 est son livre le plus complet sur ce thème. Il reprend de nombreux essais et conférences publiés par Whitehead entre 1912 et 1927. Ce livre a été écrit à partir d'un discours de Whitehead de 1916 alors qu'il était président de la branche londonienne de la Mathematical Association. Dans ce discours, il met en garde contre l'enseignement de ce qu'il appelle les « idées inertes » – ces idées étant des morceaux d'informations déconnectées, sans application dans la vie réelle et la culture. Il souligne que l'enseignement d'idées inertes est, non seulement inutile, mais également nuisible.
L'une des caractéristiques majeures de ses écrits sur l'éducation est l'importance qu'il accorde à l'imagination et au libre jeu des idées. Dans son livre Universities and Their Function, Whitehead écrit à ce propos :
| « "Imagination is not to be divorced from the facts: it is a way of illuminating the facts. It works by eliciting the general principles which apply to the facts, as they exist, and then by an intellectual survey of alternative possibilities which are consistent with those principles. It enables men to construct an intellectual vision of a new world." » | « L'imagination ne doit pas être dissociée des faits : elle est un moyen de clarifier ceux-ci. Elle fonctionne en suscitant des principes généraux s'appliquant aux faits, tels qu'ils existent, puis par une étude des alternatives possibles concernant ces principes. Elle rend les hommes capables de construire une vision intellectuelle d'un monde nouveau. » |

Sa phrase « La connaissance ne conserve rien mieux que le poisson » peut être vue comme résumant sa philosophie de l'éducation. Elle indique que pour lui toute connaissance doit trouver une application dans la vie des étudiants.

## Influence et héritage
Jusque dans les années 1970-1980, la pensée de Whitehead est restée confinée à un petit groupe de philosophes et de théologiens, principalement Américains. Ce n'est que depuis les années 1980 que son travail a fait l'objet d'une attention plus large en provenance d'un large spectre de champs d'études : écologie, physique, biologie, éducation, économie et psychologie.

### La réception de sa pensée

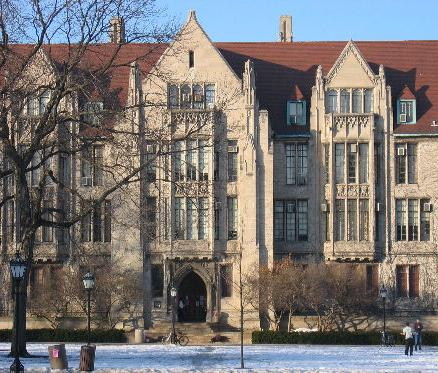
Eckhart Hall, université de Chicago. L'arrivée de Henry Nelson Wieman, un grand vulgarisateur de Whitehead, en 1927, à la Divinity School de cette université en a fait durant trente ans un des hauts lieux des recherches sur sa pensée.

Si la philosophie de Whitehead, par son originalité dans le contexte de l'empirisme logique, a très vite suscité un fort intérêt, cela ne signifie pas que sa pensée était largement comprise et acceptée. Son œuvre philosophique est généralement considérée comme l'une des plus difficiles à comprendre dans tout le canon occidental, selon Philip Rose. Il est possible de se demander si une partie de l'intérêt de ses pairs n'est pas liée à leur perplexité face à son œuvre. Le théologien Shailer Mathews de la Divinity School de Chicago a dit un jour de Religion in the Making (1926) : « Il est frustrant, et embarrassant de lire page après page des mots relativement familiers, sans comprendre une seule phrase ». En fait l'intérêt de la Divinity School pour l'œuvre de Whitehead doit beaucoup à une conférence où Henry Nelson Wieman a expliqué la pensée de Whitehead. Sa conférence a fait forte impression et il a rapidement été engagé à la faculté. Grâce à lui, durant au moins une trentaine d'années, la Divinity School est resté étroitement associée à la pensée de Whitehead. Peu après la parution du livre de Whitehead Procès et réalité en 1929, Wieman écrit dans la revue The Journal of Religion de 1930 :
« Dans cette génération, peu de gens vont lire le livre de Whitehead. Mais son influence va rayonner à travers des cercles concentriques de plus en plus larges jusqu'à ce que l'homme commun pense et travaille à la lumière de ce livre, ne sachant d'où la lumière vient. Après plusieurs décennies de discussion et d'analyse, il sera en mesure de le comprendre plus facilement que de nos jours. »
Les paroles de Wieman se sont confirmées par la suite. Bien que Procès et réalité a été décrit comme « sans doute le texte métaphysique le plus impressionnant du XXe siècle » par Peter Simons, il a été peu lu et peu compris, en partie parce qu'il exige – comme le souligne Isabelle Stengers – « que ses lecteurs acceptent l'aventure des questionnements qui les sépare de tous les consensus ». Whitehead met en doute les hypothèses les plus fondamentales de la philosophie occidentale sur la façon dont fonctionne l'univers, mais, ce faisant, il anticipe un certain nombre de problèmes scientifiques et philosophiques du XXIe siècle et il aide à trouver de nouvelles solutions, pour David Ray Griffin.

### Sciences

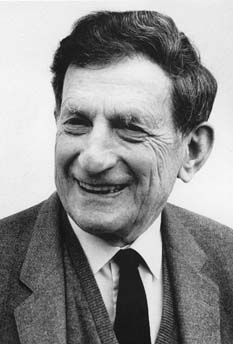
Le physicien théoricien David Bohm est un exemple de scientifique influencé par la philosophie de Whitehead.

L'œuvre de Whitehead a connu au début du XXIe siècle un regain d'intérêt en sciences, notamment avec le livre Physics and Whitehead (2004) des physiciens Timothy E. Eastman et Hank Keeton, et celui de Michael Epperson Quantum Mechanics and the Philosophy of Alfred North Whitehead (2003). L'intérêt des biologistes envers l'œuvre de Whitehead s'est manifesté au travers des livres Beyond Mechanism de Brian G. Henning, Adam Scarfe et Dorion Sagan (2013) et Science Set Free de Rupert Sheldrake (2012).

#### Mathématiques et logique
En tant que jeune mathématicien, Whitehead a mené des travaux dans le domaine de la logique et des mathématiques, qui ont succédé aux travaux initiés par Gottlob Frege, George Boole, Giuseppe Peano et Hermann Grassmann au XIXe siècle. Le Treatise of Universal Algebra est l'un des derniers travaux importants de Whitehead dans le domaine de l'algèbre de la logique. Dans les Principia Mathematica, Russell et Whitehead ont utilisé un système de notation qui a clairement été influencé par Frege et Peano,.
Whitehead est un grand admirateur de Charles Sanders Peirce. Comme ce dernier, il voit dans le développement de la logique moderne et de l'algèbre de nouveaux outils de développement de la métaphysique, qui devrait mieux prendre en compte les résultats des sciences naturelles. L'influence de la philosophie de Russell sur Whitehead est plutôt faible. Si les deux sympathisent d'abord avec l'idéalisme britannique, plus le temps passe et plus leurs philosophies divergent.

#### Sciences naturelles
La pensée scientifique de Whitehead est particulièrement influencée par l'électromagnétisme de Maxwell et la théorie de la relativité d'Einstein. Dans The Principle of Relativity (1922), il crée une théorie de la gravitation. Cette approche est connue sous le terme de « théorie de la gravitation ». Si elle est réaliste au sens où elle ne contredit pas les trois tests classiques de la relativité générale, d'après Clifford Will, elle serait expérimentalement réfutée.
De nombreuses approches et conclusions importantes, établies en science de la nature au XXe siècle, ont été anticipées par la métaphysique de Whitehead. Ainsi, la nature statistique des lois de la nature est un résultat direct de l'abstraction des lois des identités structurelles des événements réels. Le débat actuel sur la modification des lois de la nature au fil du temps peut être facilement déduit des constructions métaphysiques whiteheadiennes.
Parmi les autres scientifiques que l'œuvre de Whitehead a inspirés, il est possible de citer le chimiste et physicien Ilya Prigogine, le biologiste Conrad Hal Waddington, mais également les généticiens Charles Birch et Sewall Wright tout comme le physicien philosophe David Bohm. Le physicien Roger Penrose et l'anesthésiologiste Stuart Hameroff ont travaillé sur les processus élémentaires de la conscience en s'inspirant de Whitehead.

### Influence sur la philosophie et la métaphysique

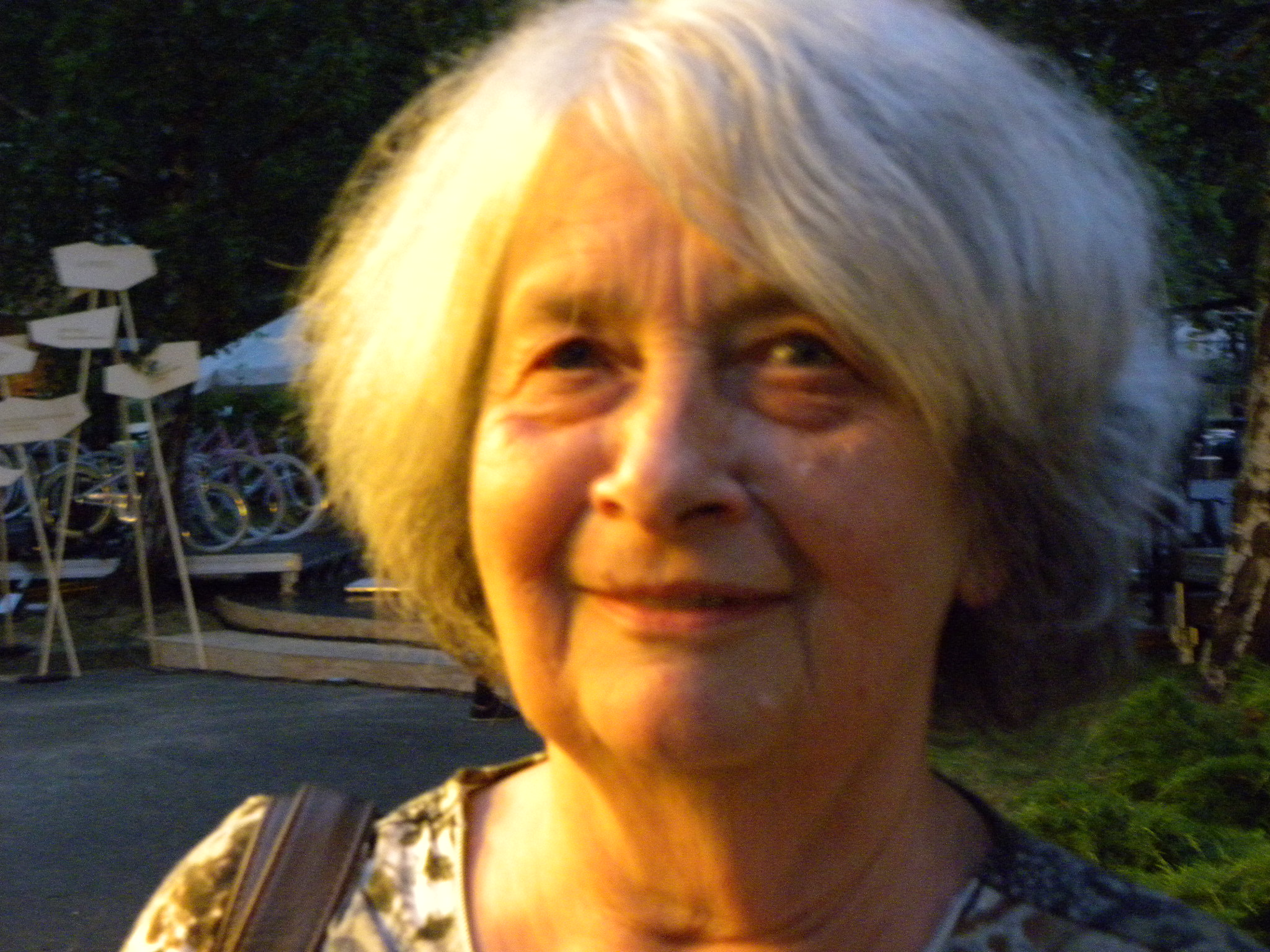
Isabelle Stengers, philosophe belge spécialiste de Whitehead. Photographie du 17 juin 2016.

Par ses travaux avec Bertrand Russell (les Principia Mathematica) et par son rôle dans la formation de Willard Van Orman Quine dont il a dirigé la thèse, Whitehead est associé à deux figures majeures de la philosophie analytique, le courant principal en philosophie dans les pays anglo-saxons au XXe siècle, selon John Searle.

Sur le continent européen, particulièrement en France, il a marqué les philosophes Jean Wahl, Raymond Ruyer, Gilles Deleuze ainsi que le sociologue Bruno Latour. Par ailleurs, Raymond Ruyer, métaphysicien et philosophe des sciences, cite fréquemment Whitehead dans l'une de ses œuvres principales, Néo-finalisme (1952). Le préfacier Fabrice Colonna explique que Ruyer hérite de la conception whiteheadienne de Dieu, développée dans Procès et réalité : « Ruyer […], en bon lecteur de Whitehead, fait de Dieu un Dieu non entièrement réalisé, sur lequel les actualisations des créatures agissent en retour ».

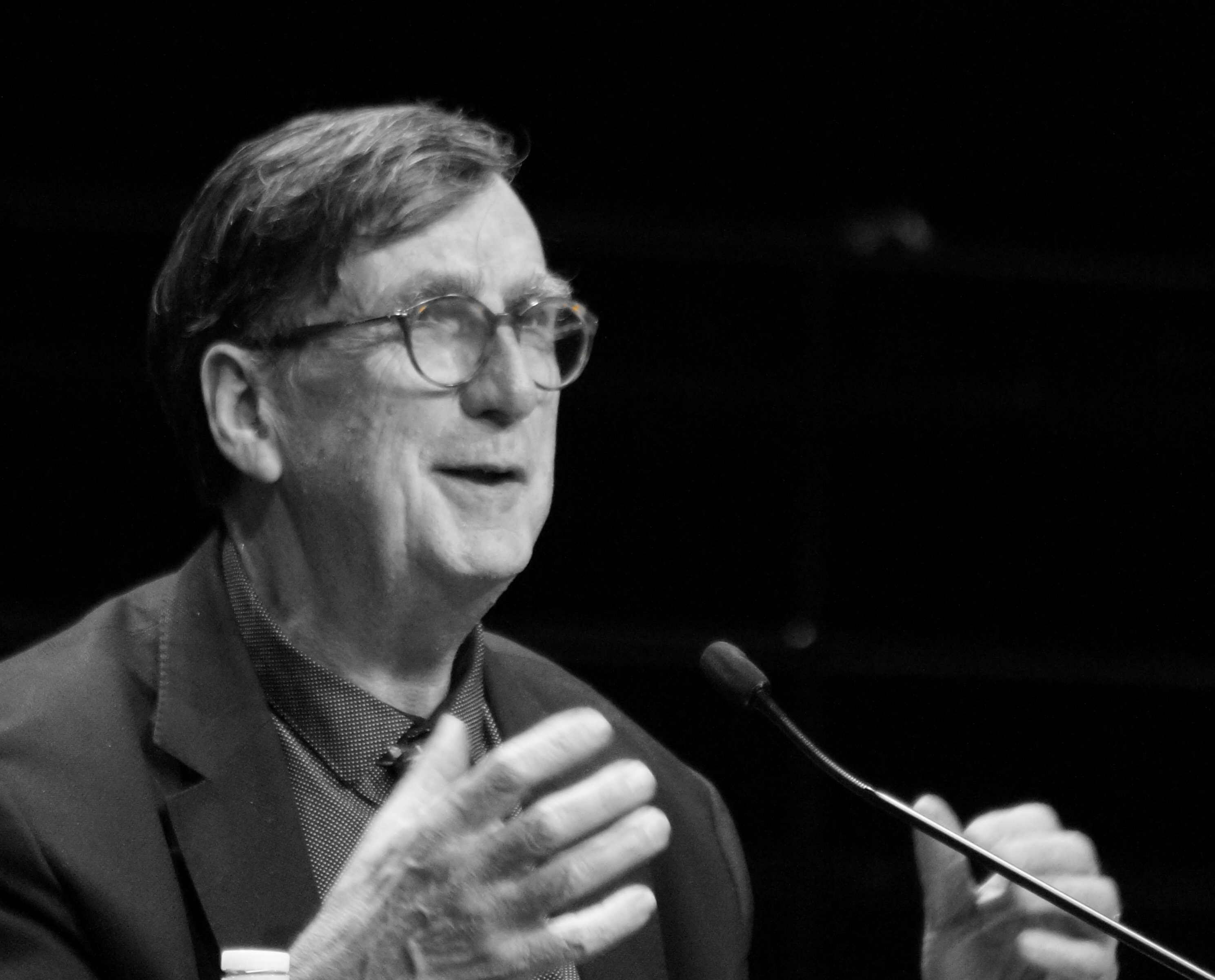
Bruno Latour, sociologue français qui a étudié le travail de Whitehead. Photographie du 14 mars 2015.

Deleuze le considère « comme le dernier grand philosophe anglo-américain, avant que les disciples de Wittgenstein répandent leur confusion brumeuse, et leur terreur ». Bruno Latour le considère comme « le plus grand philosophe du XXe siècle ». Au XXIe siècle, la cosmologie de Whitehead influence les philosophes Bertrand Saint-Sernin, Isabelle Stengers et Pierre Cassou-Noguès, dont l'essai Le Bord de l'expérience. Essai de cosmologie tente de « faire se rejoindre Merleau-Ponty et Whitehead dans une cosmologie qui rompe avec la philosophie de la conscience ». Cassou-Noguès reprend la cosmologie au sens whiteheadien : « système philosophique qui ne reconnaît dans la nature que des entités d'un même genre », s'opposant ainsi au dualisme du vécu et de l'événement objectif.
Toutefois, les travaux de Whitehead n'influencent pas vraiment les écoles philosophiques dominantes. Selon Andrew David Irvine, les raisons probables de cette faible influence sont ses idées métaphysiques quelque peu contre-intuitives (son affirmation que la matière est une abstraction par exemple), l'inclusion d'éléments théistes dans sa philosophie, et plus simplement la complexité de son écriture, qui rendent son œuvre difficile d'accès. Un spécialiste français de Whitehead, Xavier Verley, affirme que malgré ses liens avec Russell, sa philosophie n'a pas retenu l'attention de la philosophie analytique. Verley ajoute que, dans le monde philosophique de l'Europe continentale, le livre de Jean Wahl paru en 1930, Vers le concret. Études d'histoire de la philosophie contemporaine (William James, Whitehead, Gabriel Marcel), a quant à lui attiré l'attention sur Whitehead. À la suite de Wahl et plus encore, Gilles Deleuze a montré l'importance de Whitehead, mais Verley nuance : « […] la lecture deleuzienne retient surtout les notions d'événement et de préhension, ce qui tend à laisser dans l'ombre le rôle de la nature, de l'abstraction ou même de la fonction de Dieu dans le monde. Dans ce contexte, la pensée whiteheadienne n'intéresse que si l'on peut y retrouver la pensée deleuzienne », conclut-il.
Whitehead est l'un des plus grands métaphysiciens du XXe siècle. La publication de ses œuvres philosophiques majeures dans les années 1920-1940 a été en partie ignorée dans la spéculation métaphysique, que ce soit le positivisme, le marxisme ou l'existentialisme. Son influence a par contre été large et importante en théologie du process, en particulier aux États-Unis. Certains de ses élèves ont également été connus en tant que philosophes, avec des positions indépendantes : notamment Bertrand Russell, ainsi que Susanne K. Langer, William Frankena, Nelson Goodman, Willard Van Orman Quine et Donald Davidson.

### Philosophie du processus et théologie

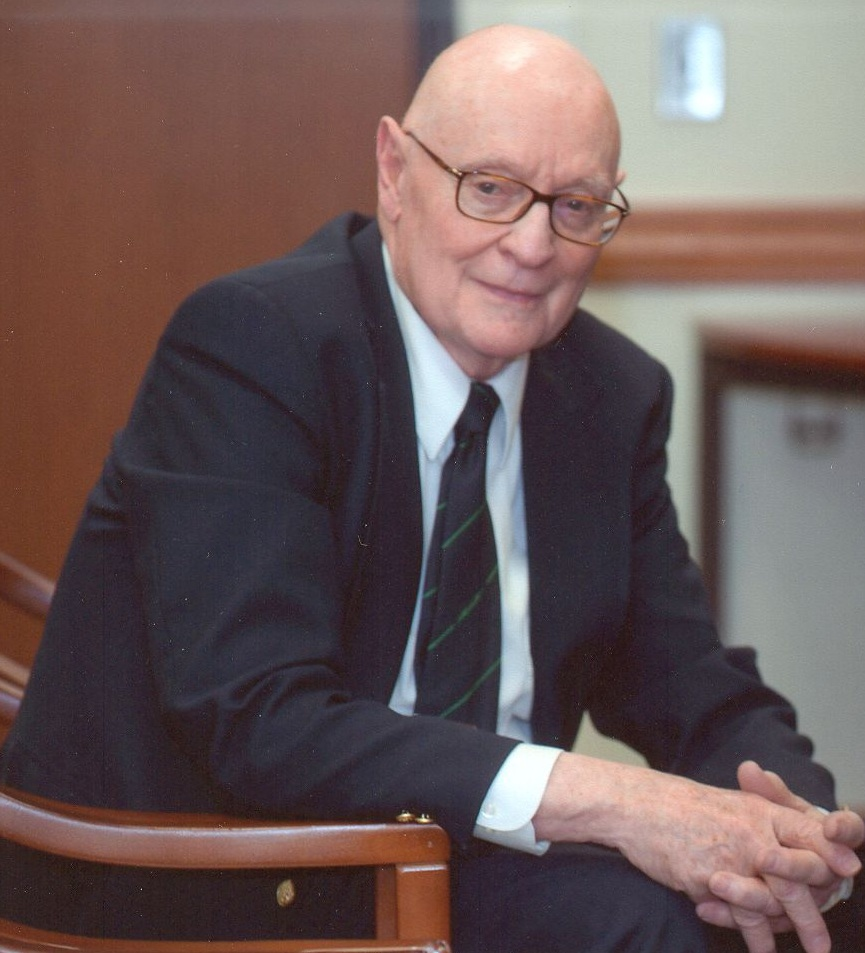
Le philosophe Nicholas Rescher, promoteur de la philosophie du processus de Whitehead et du pragmatisme américain.

L'un des premiers théologiens qui s'est intéressé de près à la pensée de Whitehead a été le futur archevêque de Canterbury, William Temple. Les premiers disciples de Whitehead se trouvaient principalement à la Divinity School de l'université de Chicago où la pensée de Whitehead est demeurée influente pendant une trentaine d'années. sous l'influence des professeurs Henry Nelson Wieman, Charles Hartshorne, Bernard Loomer, Bernard Meland, et Daniel Day Williams. Après Chicago, Cobb a fondé, avec David Ray Griffin, le Center for Process Studies en 1973 à la Claremont School of Theology. En grande partie en raison de l'influence de Cobb, Claremont reste à l'aube du XXIe siècle encore fortement marqué par la pensée de Whitehead,.
Historiquement, le travail de Whitehead a profondément marqué la théologie progressiste américaine,. Le plus important des premiers promoteurs de la pensée de Whitehead en théologie a été Charles Hartshorne, qui a été assistant de Whitehead en 1925. Il est en général crédité de la création de la théologie du processus à partir de la philosophie du processus de Whitehead. Parmi les autres théologiens du processus notables, il faut citer John B. Cobb, Jr., David Ray Griffin, Marjorie Hewitt Suchocki, C. Robert Mesle, Roland Faber, et Catherine Keller.
La théologie du processus insiste sur la nature relationnelle de Dieu. Plutôt que de voir Dieu comme impassible ou sans émotion, les théologiens du processus considèrent Dieu comme « le compagnon d'infortune qui comprend », et comme l'être qui est suprêmement affecté par les événements temporels. Hartshorne souligne que les gens ne prieraient un souverain humain qui n'est ni affecté par les joies ni par les peines de ses disciples - alors pourquoi cela serait-il une qualité louable en Dieu ? Au lieu de cela, en tant qu'être le plus affecté par le monde, Dieu est l'être qui à la capacité de répondre au monde avec le plus de justesse. Cependant, la théologie du processus a été formulée de bien des manières. C. Robert Mesle, par exemple, préconise un « naturalisme du processus », à savoir une théologie du processus sans Dieu.
En fait, la théologie du processus est difficile à définir de façon unique, car les théologiens du processus tiennent des positions variées et chevauchent plusieurs disciplines. John B. Cobb, Jr., par exemple, a écrit sur la théologie du processus mais aussi sur la biologie et l'économie. Charles Birch est à la fois un théologien et un généticien. Franklin I. Gamwell a écrit sur la théologie et la théorie politique.
La philosophie du processus est plus difficile à cerner que la théologie du processus. Dans la pratique, les deux champs ne peuvent pas être séparés. La série de l'université d'État de New York composée de 32 volumes sur la pensée postmoderne constructive, éditée par le philosophe du processus et théologien David Ray Griffin, expose la gamme de domaines dans lesquels les différents philosophes du processus travaillent. Ils comprennent la physique, l'écologie, la médecine, la politique publique, la non-violence et la psychologie.
Le pragmatisme américain est une école philosophique qui a depuis ses débuts une relation étroite avec la philosophie du processus. Charles Hartshorne, métaphysicien et tenant de la théorie du processus (avec Paul Weiss), a édité les documents de Charles Sanders Peirce, l'un des fondateurs du pragmatisme. Le néo-pragmatiste Richard Rorty était également un élève de Hartshorne. Nicholas Rescher, philosophe des XXe–XXIe siècles, est un exemple qui prône à la fois la philosophie du processus et le pragmatisme.

### Écologie, économie et durabilité

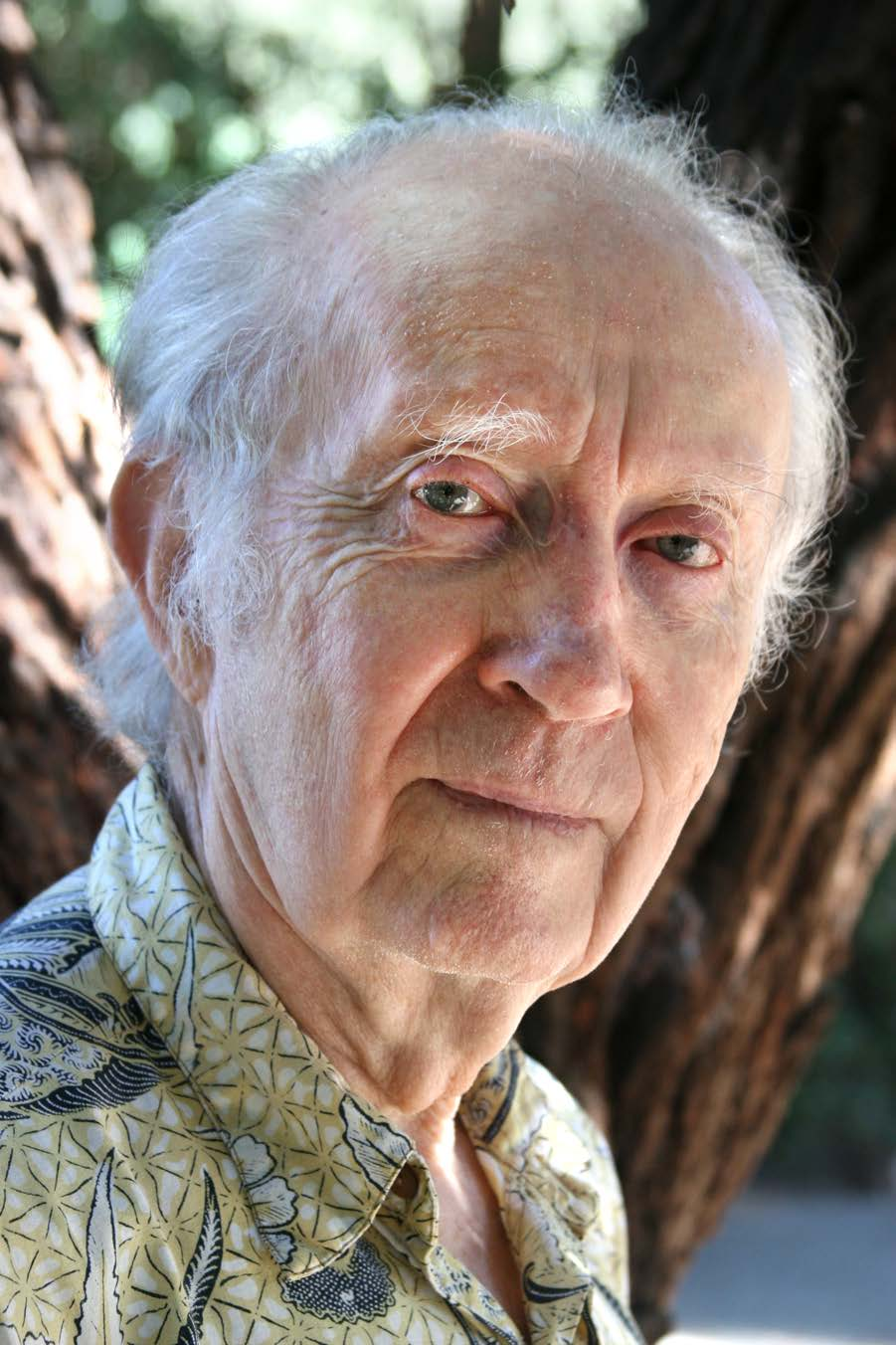
Théologien, philosophe, et environnementaliste, John B. Cobb est souvent considéré comme un éminent chercheur dans le domaine de la philosophie du processus et de la théologie du process,,,.

L'une des applications les plus prometteuses de la pensée de Whitehead au cours des dernières années concerne le domaine de la civilisation écologique, de la durabilité et de l'éthique environnementale.
Philip Rose résume l'influence de la pensée de Whitehead sur un courant de l'écologie contemporaine :
« Parce que la métaphysique holiste des valeurs de Whitehead peut se prêter à une interprétation écologique, beaucoup voient son travail, comme leur fournissant une image métaphysique d'un monde constitué d'un réseau de relations interdépendantes propre à se substituer à la vision du monde mécaniste traditionnelle. »
À ce niveau, le livre Est-il trop tard ? Une théologie de l'écologie (1971) de son disciple John B. Cobb, Jr., est l'un des premiers sur l'éthique de l'environnement. Cobb a également co-écrit un livre avec l'économiste Herman Daly intitulé For the Common Good: Redirecting the Economy toward Community, the Environment, and a Sustainable Future (1989), où il tente d'appliquer la pensée de Whitehead à l'économie. Cobb a, dans un deuxième livre, Sustaining the Common Good: A Christian Perspective on the Global Economy (1994), dénoncé la « foi zélée des économistes devant le grand dieu de la croissance ».

### Éducation et pédagogie
L'influence de Whitehead sur la théorie de l'éducation est bien connue. Sa philosophie a inspiré la création de l’Association for Process Philosophy of Education (APPE, « Association pour la philosophie du processus de l'éducation »), qui a publié onze volumes sur la philosophie et l'éducation de 1996 à 2008 dans une revue intitulée Process Papers. Ses théories ont également conduit à la formation de nouveaux modes d'apprentissage et modèles d'enseignement.
Un de ces modèle, ANISA, a été développé par Daniel C. Jordan, qui a cherché à répondre à un manque de compréhension de la nature des gens dans les systèmes éducatifs actuels. Comme Jordan, Raymond P. Shepard déclare : « Parce qu'elle n'a pas défini la nature de l'homme, l'éducation est dans la position intenable de devoir consacrer de l'énergie à l'élaboration de programmes sans idées cohérentes sur la nature de la créature pour qui ils sont destinés ».
FEELS est un autre modèle développé par Xie Bangxiu et déployé avec succès en Chine. FEELS est l'acronyme de cinq notions : Flexible-goals (objectifs flexibles), Engaged-learner (apprenant engagé), Embodied-knowledge (connaissance concrète), Learning-through-interactions (Apprentissage à travers l'interaction), et Supportive-teacher (enseignant motivant). Ce modèle est utilisé pour la compréhension et l'évaluation des programmes d'enseignement d'après l'hypothèse selon laquelle le but de l'éducation est « d'aider une personne à devenir complète ». Ce travail est en partie le fruit d'une coopération entre les organisations gouvernementales chinoises et l'Institut pour le développement postmoderne de la Chine. La philosophie de l'éducation de Whitehead a également trouvé un appui institutionnel au Canada, où l'université de la Saskatchewan a créé une unité de recherche sur la philosophie du processus et parrainé plusieurs conférences sur la philosophie du processus et sur l'éducation. Le Dr Howard Woodhouse à l'université de la Saskatchewan demeure un fervent partisan de l'éducation whiteheadienne.
La pensée de Whitehead continue d'être présente au XXIe siècle, tant au Canada qu'en Chine, notamment à travers le modèle d'éducation développé par Xie Bangxiu ainsi qu'aux États-Unis où deux livres s'inspirent de la philosophie de l'éducation de Whitehead : Modes of Learning : Whitehead's Metaphysics and the Stages of Education (2012) par George Allan ; et The Adventure of Education : Process Philosophers on Learning, Teaching, and Research (2009) par Adam Scarfe.

### Sciences de gestion et théorie des organisations
Sous l'influence de Whitehead, les philosophies des sciences de gestion et de la théorie des organisations ont été amenées à se focaliser sur l'identification et l'investigation des effets temporels des événements à l'intérieur des organisations à travers un discours sur les études d'organisation. Mark Dibben, une des figures majeures de ce courant, se revendique explicitement whiteheadien et « panexperientialist ». Dans deux de ses livres : Applied Process Thought I: Initial Explorations in Theory and Research (2008), et Applied Process Thought II: Following a Trail Ablaze (2009), ainsi que dans d'autres travaux concernant les domaines de la philosophie de l'éthique de gestion et des affaires,,, il met en œuvre « la pensée du process appliquée (applied process thought) » qui vise à articuler la philosophie du management de l'administration des affaires, avec la vision élargie des sciences sociales à travers le prisme de la métaphysique de Whitehead.
Margaret Stout et Carrie M. Staton, de leur côté, ont travaillé sur l'influence réciproque entre Whitehead et Mary Parker Follett, une pionnière dans les domaines de la théorie de l'organisation et du comportement organisationnel. Stout et Staton soutiennent que Whitehead et Follett partagent une ontologie qui « comprend le devenir comme un processus relationnel ; la différence comme quelque chose de lié, mais unique ; et le but du devenir comme harmonisation des différences ». Cette connexion est en outre analysée par Stout et Jeannine M. Love dans le livre Integrative Process: Follettian Thinking from Ontology to Administration.

## Publications

### En langue anglaise
- (en) Alfred North Whitehead, A Treatise on Universal Algebra, Cambridge, Cambridge University Press, 1898 (lire en ligne)
- (en) Alfred North Whitehead, The Axioms of Descriptive Geometry, Cambridge, Cambridge University Press, 1907 (présentation en ligne, lire en ligne [PDF])
- (en) Alfred North Whitehead et Bertrand Russell, Principia Mathematica, vol. I, Cambridge, Cambridge University Press, 1910 (lire en ligne)
Deux critiques de l'ouvrage :
  1. (en) James Byrnie Shaw, « Review: Principia Mathematica by A. N. Whitehead and B. Russell, Vol. I, 1910 », Bulletin of the American Mathematical Society, vol. 18,‎ 1912, p. 386–411 (lire en ligne [PDF])
  2. (en) Benjamin Abram Bernstein, « Review: Principia Mathematica by A. N. Whitehead and B. Russell, Vol. I, Second Edition, 1925 », Bulletin of the American Mathematical Society, vol. 32,‎ 1926, p. 711–713 (lire en ligne [PDF])
- (en) Alfred North Whitehead, An Introduction to Mathematics, Cambridge, Cambridge University Press, 1911 (lire en ligne)
Volume 56 de la série Great Books of the Western World (en)
- (en) Alfred North Whitehead et Bertrand Russell, Principia Mathematica, vol. II, Cambridge, Cambridge University Press, 1912 (lire en ligne)
Une critique des volumes II et III : (en) Alonzo Church, « Review: Principia Mathematica by A. N. Whitehead and B. Russell, Volumes II and III, Second Edition, 1927 », Bulletin of the American Mathematical Society, vol. 34,‎ 1928, p. 237–240 (lire en ligne [PDF])
- (en) Alfred North Whitehead et Bertrand Russell, Principia Mathematica, vol. III, Cambridge, Cambridge University Press, 1913 (lire en ligne)
Une critique des volumes II et III : (en) Alonzo Church, « Review: Principia Mathematica by A. N. Whitehead and B. Russell, Volumes II and III, Second Edition, 1927 », Bulletin of the American Mathematical Society, vol. 34,‎ 1928, p. 237–240 (lire en ligne [PDF])
- (en) Alfred North Whitehead, The Organization of Thought Educational and Scientific, Londres, Williams & Norgate, 1917 (lire en ligne)
- (en) Alfred North Whitehead, An Enquiry Concerning the Principles of Natural Knowledge, Cambridge, Cambridge University Press, 1919 (lire en ligne)
- (en) Alfred North Whitehead, The Concept of Nature, Cambridge, Cambridge University Press, 1920. Based on the November, 1919 (lire en ligne)
Inspiré de conférences prononcées au Trinity College à Cambridge (Tarner Lectures)
- (en) Alfred North Whitehead, The Principle of Relativity with Applications to Physical Science, Cambridge, Cambridge University Press, 1922 (lire en ligne)
- (en) Alfred North Whitehead, Science and the Modern World, New York, Macmillan Company, 1925
Volume 55 de la série Great Books of the Western World (en)
- (en) Alfred North Whitehead, Religion in the Making, New York, Macmillan Company, 1926
Inspiré de conférences prononcées au Lowell Institute (en) en 1926 (Lowell Lectures)
- (en) Alfred North Whitehead, Symbolism, Its Meaning and Effect, New York, Macmillan Co., 1927
Inspiré de conférences prononcées à l'université de Virginie en 1927 (Barbour-Page Lectures)
- (en) Alfred North Whitehead, Process and Reality: An Essay in Cosmology, New York, Macmillan Company, 1929
Inspiré des conférences prononcées à l'université d'Édimbourg en 1927 et 1928 (Gifford Lectures).
En 1978 est parue une édition corrigé par David Ray Griffin qui comprend également un index.
- (en) Alfred North Whitehead, The Aims of Education and Other Essays, New York, Macmillan Company, 1929
- (en) Alfred North Whitehead, The Function of Reason, Princeton, Princeton University Press, 1929
Inspiré de conférences prononcées à l'université de Princeton en mars 1929 (Louis Clark Vanuxem Foundation Lectures)
- (en) Alfred North Whitehead, Adventures of Ideas, New York, Macmillan Company, 1933
Aussi publié chez Cambridge University Press en 1933
- (en) Alfred North Whitehead, Nature and Life, Chicago, University of Chicago Press, 1934
- (en) Alfred North Whitehead, Modes of Thought, New York, MacMillan Company, 1938
- (en) Alfred North Whitehead, « Mathematics and the Good », dans Paul Arthur Schilpp, The Philosophy of Alfred North Whitehead, Evanston et Chicago, Northwestern University Press, 1941, p. 666–681
- (en) Alfred North Whitehead, « Immortality », dans Paul Arthur Schilpp, The Philosophy of Alfred North Whitehead, Evanston et Chicago, Northwestern University Press, 1941, p. 682–700
- (en) Alfred North Whitehead, Essays in Science and Philosophy, Londres, Philosophical Library, 1947
- (en) Alfred North Whitehead et Allison Heartz Johnson (dir.), The Wit and Wisdom of Whitehead, Boston, Beacon Press, 1947

### Traductions françaises
- Alfred North Whitehead (trad. P. Devaux, E. Griffin et N. Thyssen-Rutten, préf. Philippe Devaux), La Fonction de la raison et autres essais, Paris, Payot, coll. « Bibliothèque scientifique », 1969, 226 p.
Contient une traduction des essais Symbolism, Its Meaning and Effect (1927), The Function of Reason (1929) et Nature and Life (1934).
- Alfred North Whitehead (trad. Henri Vaillant, introduction de G. Durand), Modes de pensée, Paris, Vrin, coll. « Analyse et philosophie », 2004, 201 p.
- Alfred North Whitehead (trad. J. Douchement, préf. J. Douchement), Le Concept de nature, Paris, Vrin, 1998, 256 p.
Alfred North Whitehead (trad. J. Douchement, préf. J. Douchement), Le Concept de nature, Édition de poche, 2006
- Alfred North Whitehead, Aventures d'idées, Paris, Le Cerf, 1993
- Alfred North Whitehead, Procès et réalité, Paris, Gallimard, 1995
- Alfred North Whitehead (trad. Henri Vaillant, relecture et introduction de Jean-Marie Breuvart), La Science et le monde moderne, Frankfurt / Paris / Lancaster, Ontos Verlag, Chromatiques whiteheadiennes IV, 2006, 247 p. (ISBN 978-3-938793-10-7)
Également paru à Paris aux Éditions du Rocher en 1994, ainsi que chez Payot en 1930. Voir François Beets, Michel Dupuis et Michel Weber (éditeurs), La Science et le monde moderne d’Alfred North Whitehead — Alfred North Whitehead’s Science and the Modern World, Frankfurt / Lancaster, Ontos Verlag, 2006.
- Alfred North Whitehead (trad. Henri Vaillant, relecture de Sylviane Schwer), Les Principes de la connaissance naturelle, Louvain-la-Neuve, Éditions Chromatika, 2007, 296 p. (ISBN 978-2-930517-00-1)
Voir Guillaume Durand et Michel Weber (éditeurs), Les Principes de la connaissance naturelle d’Alfred North Whitehead — Alfred North Whitehead’s Principles of Natural Knowledge, Frankfurt / Paris / Lancaster, Ontos Verlag, Chromatiques whiteheadiennes IX, 2007.
- Alfred North Whitehead (trad. Henri Vaillant, préface et relecture de Guillaume Durand), L'Immortalité, Nantes, Éditions Cécile Defaut, coll. « La chose à penser », avril 2008
Précédé de Notes autobiographiques et suivi de Les Mathématiques et le Bien. Critique sur Nonfiction.fr
- Alfred North Whitehead (trad. Henri Vaillant, préf. Bertrand Saint-Sernin, présentation d'Henri Vaillant, relecture de Vincent Berne), La Religion en gestation [« Religion in the Making »], Louvain-la-Neuve, Éditions Chromatika, 2009, 91 p. (ISBN 978-2-930517-04-9)
Traduction antérieure de mauvaise qualité sous le titre Le Devenir de la religion, Paris, Aubier-Montaigne, 1939. Voir Michel Weber et Samuel Rouvillois (éditeurs), « L'Expérience de Dieu. Lectures de Religion in the Making. Actes du troisième Colloque international Chromatiques whiteheadiennes », Aletheia. Revue de formation philosophique, théologique et spirituelle, Hors série, 2006.
- Alfred North Whitehead (trad. Jean-Pascal Alcantara, Vincent Berne et Jean-Marie Breuvart), Les Visées de l'éducation et autres essai [« The Aims of Education and Other Essays »], Louvain-la-Neuve, Éditions Chromatika, 2011, 325 p. (ISBN 978-2-930517-12-4)
- Alfred North Whitehead (trad. Henri Vaillant, relecture de Sylviane Schwer), Le Principe de relativité et ses applications en physique [« The Principle of Relativity. With application to Physical Science »], Louvain-la-Neuve, Éditions Chromatika, 2012, 114 p. (ISBN 978-2-930517-34-6)